# 은혼의 등장인물 목록
아래는 TV 애니메이션이자 만화 작품 《은혼》의 등장인물 목록이다.

## 요로즈야
요로즈야(万事屋)는 은혼에 등장하는 가공의 단체이다.
- 사카타 긴토키(일본어: 坂田銀時)

모델: 사카타노 긴토키
성우(일본): 스기타 토모카즈
성우(한국): 구자형
키 177cm 체중 65kg 10월 10일생 20대 후반
요로즈야 긴짱(일본어: 万事屋銀ちゃん)의 사장으로 세상 만사가 다 귀찮은듯 썩은 동태눈빛을 하고 있으며 의뢰가 안 들어오면 온종일 케츠노 덕질이나 하며 뒹굴거리기 일쑤. 거기다 서른이 다되어가는 나이에도 점프를 못끊었다. 더군다나 단 음식이라면 눈이 뒤집히며 초콜릿 파르페라면 환장을 한다. 덕분에 당뇨수치는 당장이라도 당뇨병 판정받아도 이상하지 않을 정도다. 아랫층에 세들어사는 건물주 오토세와는 날마다 집세문제와 더불어 온갖 자잘한 문제로 으르렁거리기 일쑤. 심지어 돈 없으면 간이나 콩팥을 빼오라는 막말까지 듣는 실정이지만 과거에는 '백야차'라는 별명을 지닌 꽤나 악명 높은 양이지사 출신이었으며 지금도 검만 들었다 하면 잘나가는 양이지사로 돌변해 제아무리 많은 수의 적이라도 거뜬히 해치워버린다.
과거
천애고아로, 태어나자마자 전쟁터에서 시체나 파먹으며 사는동안 '시체먹는 악귀'라는 별명으로 악명높은 존재가 됐다. 이후 소문을 듣고 나타난 요시다 쇼요를 만났고 쇼요를 따라 서당에 들어온 후에는 학문과 예절, 검술 등을 배우기 시작했다. 거기서 만난 신스케와 카츠라와는 형제같은 친구사이가 되면서 점차 평범한 소년으로 거듭난다. 하지만 양이전쟁 말기 중대한 선택의 기로에 놓이게 된다. 카츠라와 신스케가 적들에게 사로잡혔고 쇼요마저도 체포 당한 것이다. 적들은 쇼요를 베면 두 사람을 살려주겠다고 했고 앞서 쇼요로부터 "모두를 지켜달라"라는 부탁을 받았기에 결국 자기 손으로 쇼요를 베어버리고 말았다. 이 일을 계기로 신스케는 완전히 미쳐버려 테러리스트로, 카츠라는 양이지사의 길을 걷게 되면서 삐뚤어지기 시작한다.
인간관계
시무라 신파치와는 그가 일하던 음식점에서 벌어진 우연한 소동으로 얽히게 됐고 이후 사채업자들에게 팔려간 그의 누나까지 구해주게 되면서 직원과 사장 사이가 된다. 이후 이런저런 일들을 해결하는 사이 어느덧 형제같은 사이가 되었고 남몰래 가까워지기 시작했다. 단지 겉으로 표현을 하지 않을뿐 신파치를 친동생처럼 아끼고 잘해준다. '야규'편에선 온실을 깨트리고 나올수 있게끔 유도하였고 그의 누나 타에한테도 "남자든 여자든 상관없다"라며 헌신적인 조언을 아끼지 않았다. 또한 '빔서벨류'편에선 친형처럼 따르던 오비 하지메가 자아를 잃은 로봇이라는 사실을 전혀 모르는 그를 위해서 하지메에게 마음에도 없는 "고깃덩어리 박힌 기계덩어리"라는 모욕적인 말까지 하며 두사람 사이를 떼어놓은 다음 자신이 직접 그를 처리하기 위해 나섰다. 이뿐만이 아니다. 신파치를 지키기 위해 그렇게 적대시하던 진선조와 야규가한테 머리를 박기까지 했다.
모델
이름의 모델이 된 사람은 긴타로(金太郎)라고 하는 사카타노 긴토키(일본어: 坂田金時)이지만 긴토키 본인을 '킨토키'라고 부르면 매우 화를 낸다.
해결사 긴토키(일본어: 万事屋銀ちゃん)
카부키쵸에서 열고 있는 해결사 사무실로 처음에는 긴토키 혼자 운영했지만 지금은 신파치, 카구라, 사다하루(=개)로 3명과 한 마리로 운영하고 있다. 그 직업 내용에서 수입은 일정치 않지만 단행본의 독자 질문 코너에서 '저렇게 악착같이 일하고 있습니다'라고 작가가 발언한 것보다 의외로 의뢰가 오고 있는 모양이다. 집세는 늘 2~3개월분이 체납 상태로, 원인 중 하나는 카구라와 사다하루의 식비 때문인 것 같지만 식솔이 생기기 이전 혼자서 해결사 일을 할 때도 상습적으로 집세를 미뤄온 것으로 보인다. 원어 발음은 '요로즈야 긴쨩'으로 万事屋라고 쓰고 요로즈야라고 읽는 것은 긴토키가 처음인 듯 하다.
즐겨 보는 책
주간 소년 점프를 즐겨보며, 매주 발매일마다 빠지지 않고 구입하는 모양이다. 점프 경력은 20년 이상으로, 제일 좋아하는 만화는 '은육맨'(근육맨의 패러디)이다. '성(聖)사무라이 세이야'(세인트 세이야의 패러디)의 기술에 대해 젠조와 토론한 적도 있는 등, 게재 만화에 관한 지식이 풍부하다. '긴타맨'은 별로 좋아하지 않는 듯하지만 그렇더라도 전부 보고 있다. 산 것은 어느 정도 채워서 한번에(신파치가) 버리고 있다. 소설판 '3학년 Z반 긴파치 선생'에서는 '은혼이 표지일 때 두 권 구입한 적이 있다'라고 발언했다. 애니메이션에서는 같은 주간 소년 점프 연재의 블리치('화요일 좋잖아!!'당시 연속해서 방송했음)와 나루토(극장판 나루토 질풍전이 개봉 직전이었다) 내용에 관한 발언을 한 장면이 가끔 있다.
아이템
토야코(동야호, 일본어: 洞爺湖) 목검
사카타 긴토키가 애용하는 목검이다. 별 뽀개기(일본어: 星砕/한국판에서는 '성쇄검')라는 칼로, 신파치, 카구라, 하세가와 외의 사람들한테 '어릴 적에 수학여행에 갔을 때 토야코 신선한테 받았다', '수학여행에 때맞춰 샀다' 등이라고 말했지만 실체는 머나먼 별에 있는 '금강수'라는 수령이 1만 년 된 나무로 만들어진 것이다. 미스테리한 분위기 때문에 카구라와 하세가와 이외의 사람들은 함부로 건들지 못한다.
덧붙여 실제 토야코쵸(일본어: 洞爺湖町) 토야코 온천 선물가게에서는 은혼의 영향으로 목검이 하루에 50개 이상 팔릴 정도로 히트 상품이 되었다(좋아하는 말을 칼자루에 새겨 주는 서비스도 확실히 있음).
스쿠터
긴토키가 늘 이동 수단으로 쓰고 차종은 베스파(Vespa), 이탈리아의 오토바이 메이커 중 하나다. 뒷면 커버에 '銀'이라고 새겨져 있다. 멀리 물건 사러 갈 때 등에 타고 다니기도 한다. 잘 고장이 나지만 몇 번 겐가이한테 수리를 받았다(수리대금을 내지 않은 것이 이상하지만). 한 번 겐가이의 개조에 따라 로켓 부스터와 비행기능 이 추가되거나 버튼 하나로 뒷바퀴가 빠지거나 한 적이 있다.
헬멧, 고글
스쿠터를 탈 때에 긴토키가 착용하는 것이다. 단 여러 사정으로 착용하지 않고 운전하거나 운전 중에 벗게 될 때도 있다. 헬멧은 스쿠터처럼 '銀'이라는 문자가 앞에 새겨져 있다.
- 시무라 신파치(일본어: 志村新八)

모델: 나가쿠라 신파치
성우: 사카구치 다이스케
성우(한국): 홍범기
키 166cm 체중 55kg 8월 12일생 16세
4차원 바보들만 가득한 은혼에 몇 안되는 정상인으로, '태클' 담당이다. 음식점 종업원 일을 하면서 평범하게 살던 어느날 우연찮은 일로 긴토키와 엮이게 됐고 이후 그에게서 알 수 없는 끌림을 느끼고는 그가 가진 사무리의 혼을 배우겠다는 명목으로 그의 사무소에서 일을 시작하게 된다. 한번도 월급을 제때 받는 날이 없었지만 점차 돈보다는 그와의 우정을 더 중요시하게 된다.
인간관계
사카타 긴토키와는 일하던 음식점에서 자신을 모욕하던 천인을 그가 쓸어버리면서 처음 안면이 트였고, 이후 그가 피묻은 동야호를 자신에게 떠넘기고 도망가버리면서 얽히게 된 이후 본인 집까지 데려오게 된다. 그러다 사채업자에게 팔려간 누나를 합심해서 구해낸 일을 계기로 점차 그에게 이끌리기 시작했고 마침내 음식점을 그만두고 해결사 사무소 일을 시작하게 된다. 신비롭게만 느껴지던 이끌림은 그의 백수 면모를 알고나선 깨끗이 사라졌지만 곧 미운정 고운정 다 나누면서 친형제처럼 부대끼기 시작한다.
곤도 이사오와는 누나못지 않게 질색인 관계이다. 자꾸만 자신의 매형 행세를 하려드는 그에게 딴지걸기 바빴지만 '안녕 진선조'편에선 날마다 자기네들을 훔쳐보고 다니던 그가 정말로 사라져버리자 "전봇대 뒤에도, 쓰레기통 안에도, 지붕 위에도, 마룻바닥 아래에도, 밥상 밑에도 고릴라 스토커는 어디에도 없다"라고 말하며 막부에게 체포당해 참수형을 선고받은 그를 그리워하기까지 한다. 그리고 흑승도에서 무사히 탈출해 돌아온 그에게 찻잔이 담긴 접시를 가져오며 "다음에는 정문으로 당당히 걸어 들어와라, 그럼 차라도 대접해 주겠다"며 만화사상 처음으로 그를 고릴라 스토커가 아닌 인간 곤도 이사오로 대해주었다.
카구라와는 평소에는 날마다 티격거리며 서로를 못잡아먹어서 안달나있지만 전투상황이 되면 항상 2인 1조로 함께 움직인다. 더군다나 이때는 못마땅하던 기색도 싹 감추고 그녀를 여동생처럼 여기며 살뜰히 챙기기 시작했고 카구라 역시 겉으로만 자길 어린애 취급한다며 못마땅하게 여길뿐 속으로는 그의 호의를 나쁘게 여기지 않고 있다.
오비 하지메와는 어린시절 같이 검도를 배운 친형같은 존재로, 심지어 모든 사람들을 부를 때 이름 뒤에 '~상(~さん)을 붙여 존칭을 쓰던 그가 긴토키한테도 안하는 형 소리를 할 정도로 살가운 사이다. 그런 그가 폭파사고로 죽었다는 소식을 들었을 땐 엄청나게 슬퍼하다 '빔서벨류'편에서 다시 살아돌아온 걸 보고는 매우 기뻐한다. 그래서 긴토키가 그를 기계덩어리라고 모욕했을 때에는 그간의 유대감은 온데간데 없이 진심으로 분노하여 달려들었지만 일방적으로 제압당한다. 하지만 그는 이미 자아를 잃었다는 것과 더불어 긴토키가 모욕한 건 악의적인 뜻이 아니라 하지메를 돌아오기 위해서라는 걸 알게 된 후 다시 화해하고 하지메를 쓰러뜨린다.
테라카도 츠우는 열렬히 사모하는 아이돌 가수이다. 그녀의 탈옥수 아버지 일 때문에 사적으로도 얽힌 적도 있지만 단지 그 뿐이다. 그녀의 팬클럽 친위대 회장직을 맡고 있으며 방안에는 온통 츠우의 포스터가 붙어있을 정도다.
전투력
사실 같이 다니는 두사람을 비롯해 주변에 강자 캐릭터들이 워낙 많아서 잘 부각되진 않지만 기본적으로 검도관 당주의 장남으로써 일반사람들보다는 우수한 검술실력을 가지고 있다. 하지만 힘쓰는 일은 주로 긴토키와 카구라가 하는 편이고 자신은 머리쓰는 일만 했기 때문에 실전경험이 전무하다시피 한 상태였다. 하지만 궁지에 몰리면 초인적이 힘을 발휘하는 경향이 있다. '홍앵'편에선 긴토키를 일방적으로 제압해버리는 오카타 니조의 오른팔을 순식간에 베어버렸고 나중엔 귀병대 간부 타케치 헨페이타와 적극적으로 검술대결까지 펼친다. 전투력이 급상승한 시점은 바로 '야규'편이다. 결혼하기로 약속했다며 멋대로 누나를 데려가버린 야규 큐베를 비롯한 야규가 사람들과 맞서싸우기 위해 이례적으로 팀의 중심이 됐다. 초반부에는 여전히 도망치고 숨기에만 급급했지만 자신을 보호해줄 것이라고 믿었던 사람들이 하나둘 당하는 걸 지켜보면서 점점 생각을 바꿔나가기 시작했고 나중에는 야규가의 최고 검호라 불리는 야규 빈보쿠사이를 석등의 구멍을 이용한 공격으로 한번에 날려버리기까지 했다. 이 장편은 그가 정신적으로도 육체적으로도 성장하는 계기가 됐다.
또 '요시와라'편에선 친동생같은 카구라를 지키기 위해 하루사메 단원 아부토와 2:1로 대결을 하게 된다. 비록 엄청난 괴력을 가진 그에게 일방적으로 제압당하면서 또 사슬이 끊어져 폭주하는 카구라를 보고 넋이 나가버리면서 전투신은 금세 끝나버렸기는 하지만 최강자를 마주하고도 도망칠 생각을 하지 않았다는 것 자체가 큰 변화다. 더군다나 요시와라편 후일담(애니 147화)에선 '보호만 받아선 안된다'는 걸 깨닫고는 강해지기 위한 수련을 결심하는 등 사고방식까지 뜯어고친다. 힘도 못쓰던 초반에 요시와라를 왔었더라면 싸움은 어림반푼도 없고 그저 하루사메와 자경단 백화를 피해 도망치고 숨는데만 급급했을 것이다.
이렇게 늘어나기 시작한 전투력이 어느정도인지 잘 보여주는 대목은 바로 '사천왕'편이다. 긴토키, 카구라, 타마와 셋이서 카부기쵸 2대 세력들과 맞서싸우는게 되는데 무려 백 명이 넘는 야쿠자와 양이지사들을 혼자서 검 한 자루로 다 쓸어버린다. 그렇게 싸워댔는데도 지치기는커녕 카구라와 합을 맞춰서 합동공격까지 했고 몸쓰는 일을 전혀 하지 않고 명령만 내리고 있던 피라코를 한번에 쓰러뜨린다. 심지어 검을 직접 휘두른 것도 아니고 칼등으로만 쳐서 말이다 더 나아가서는 막부군들도 모조리 쓸어버리고 끝내 폭주한 카무이에게 한방 먹이는 경지에 이른다.
과거
모친은 갓난아기때 돌아가셨고 부친 시무라 켄은 천당무심류라는 검술을 가르치는 항도관을 차려서 검술을 가르치고 있었지만 지병이 도지면서 세상을 떠났다. 이후 대를 잇기 위해 검도관 당주가 된다. 하지만 이 무렵 신파치는 아직 강해지기 전인지라 남을 가르칠만한 실력이 못되는데다 문하생도 누나가 전부였기 때문에 도장은 폐업상태가 된다. 부친의 유산이나 다름없는 도장을 지키기 위해 남매는 어린 나이에 생업전선에 뛰어든다. 하지만 '야규'편에서는 긴토키와 카구라를 비롯한 진선조 삼대장(곤도, 히지카타, 오키타)이 타에를 데려오겠다는 공통된 목적을 이루기 이해 항도관이라는 이름으로 연합을 맺고 일일 문하생이 되어주기도 했다.
이름은 신센구미의 2번대 대장을 맡았던 검객인 나가쿠라 신파치(일본어: 永倉新八)와, 탤런트 시무라 켄(일본어: 志村けん)에서 유래했다.
과거

3학년 Z반 긴파치 선생
여기에서도 태클 담당이다. 애니메이션의 보너스 장면에서도 그의 한마디로 끝나는 형식으로 되어 있다. 테라카도 츠우의 친위대 대장을 맡은 일 등은 여전하다. 이렇게 저렇게 말하면서도 담임인 긴파치를 존경한다. 자리는 교탁 앞이고 오른쪽이 카츠라 뒤쪽이 히지카타(애니메이션에서만)이다.
초기설정
이름은 나가쿠라 신파치(일본어: 永倉新八), 원래 디자인은 안경을 쓰지 않은 활발한 분위기의 소년으로, 시골에서 상경해 초기설정의 콘도와 알게 되어 신센구미(일본어: 真選組)에 소속한다. 사라진 설정에서도 2인자인 존재였다.
금혼(金魂)
원작 및 애니메이션의 패러디로 신파치는 태어날 때부터 턱이 두 쪽으로 갈라져 있는 카부키쵸 넘버 원의 일제 호스트였으나, 일제 호스트의 쇠퇴와 함께 그 지위를 잃었다. 사카타 킨토키처럼 카구라한테 들어갔다.
항도관(恒道館)
신파치와 오타에의 집인 검술도장 유파(流派)는 천당무심류(天堂無心流)이다. 현재는 폐도령의 여파로 문하생이 없고 신파치가 당주(當主)로, 오타에가 문하생으로 되어 있다.
테라카도 츠우 친위대
신파치가 대장을 맡고 있는 팬클럽 츠우가 연예계에 들어가면서 여러 노선을 걸어 가도 '오직 츠우만'을 관철해 나가는 정신을 가진다. 친위대에는 '중사'등의 호칭을 가진 간부가 몇 명 존재한다. 대원 법도(隊員法度)라는 것도 존재해서 어긴 사람한테는 대장인 신파치한테 '코 후크 디스토리어' 등의 엄벌을 받는다. 현재는 타카야 하치베에도 들어가 있다. 천인도 등록이 가능하다. 특공부대 말티즈(일본어: 魔流血頭)도 존재한다.
기타
점프 페스타에서 블리치의 이시다 우류의 옷을 입은 장면이 있다.
- 카구라(일본어: 神楽)

모델: 가구야히메
성우(일본): 쿠기미야 리에
성우(한국): 김현심
키 155cm 체중 40kg 11월 3일생 나이는 14세 전후
우주 최강을 자랑하는 멸종 직전의 종족인 야토족(夜兎族) 소녀로, 평소 여러 종류의 차이나 드레스를 입을 때가 많다. 그 이름과 다르지 않게 해결사 안에서 뛰어나게 전투력이 높다. 일인칭은 와타시(일본어: 私 '나'의 일반적 표현)를 쓴다. 오렌지색의 단발 머리를 양쪽으로 묶어 끝을 만 형태를 하고 있다(처음에는 머리 장식을 없애고 토끼 귀가 나오는 설정이 있었음). 살은 투명할 정도로 희다. 야토족은 햇빛에 약하기 때문에 외출 시에는 햇빛을 가리기 위해 우산을 늘 갖고 다닌다. 또 그 특징 때문인지 어릴 적부터 햇빛을 받는 세계를 동경했다.
생긴 것과는 다르게 무척이나 언행이 거친 편이라 나이를 막론하고 모두에게 반말한다.
둥글고 파란 눈이 특징인 미소녀로 작품 중에서 타케치 헨페이타한테 '앞으로 2년 ~ 3년 뒤면 대단한 사람이 된다'라고 평가받을 정도였으나, 자신은 구토를 하거나 코를 파는 등의 나쁜 행동이 눈에 띈다. 단행본 3권의 겉표지 장식 띠에서는 '점프 사상 최초의 히로인이 토를 하는 만화'의 문구로 쓰일 정도이다. 성(姓)은 알 수 없고, '야마모토 카구라'라고 한 일이 있었으나 신파치에 따르면 단순한 붐을 탔을 뿐이었다고 한다. 보통 말 끝에 '~해'(일본에서는 ~アル ~ネ 등)를 붙인 왠지 이상한 협화어로 말하지만 독설을 하거나 위협적인 태도를 취할 때는 표준어를 쓴다. 엄청난 식욕의 소유자이지만 대신에 비교적 평범한 것만 먹고(밥에 뿌려 먹는 식품인 후리카케나 밥에 계란을 얹어 먹는 정도) 어린이 도시락 등의 뭔가가 들어 있는 것에는 흥미 없이 맛이 없으면 안 된다고 생각한다. 다시마 초절임을 가장 좋아한다. 때로는 '공장장'과 '카부키쵸 여왕'등으로 자칭할 때가 있다. 밀고 나가는 자기 중심적인 성격이지만, 사다하루를 포함한 동물을 돌보는 것을 좋아하는 면이나 긴토키의 숨은 자식 의혹 소동 당시에도 아기를 어를 뿐만 아니라 젖을 먹이려고 하거나 니조와의 싸움에서 다친 긴토키의 간병을 하거나 쓸쓸했던 어릴 적도 있어 의외로 모성적인 면을 지닌다. 또 바퀴벌레를 가장 무서워하고 긴토키한테 꽃무늬 우산을 받아 츤데레 경향을 보이거나 그 우산이 망가질 때에도 자신이 다시 꿰매서 패치워크처럼 하는 등 보통 여자아이와 같은 면도 보인다.
사다하루의 주인으로, 사다하루를 다룰 수 있는 얼마 안 되는 인물 중 한 명이다. 외출 시에는 사다하루를 타고 나갈 때가 많다. 긴토키를 긴짱(銀ちゃん)이라고 부르고 폭언을 막 하면서도 긴토키를 사모한다. 신파치에 대해서는 '안경 쓴 남자는 싫다'라고 긴토키보다 무례한 태도를 취할 때가 흔하지만 실제로는 소중한 동료라고 생각하고 있다. 오타에를 인생의 선배로서 사모하여 아네고(일본어: 姉御 누님의 의미)라고 부르고 늘 높임말을 쓴다. 또 캐서린과 신센구미 1번대 대장 오키타 소고와는 견원지간이다. 아버지인 바다돌이를 싫어한 적이 있지만 사실은 아버지를 좋아하고(신파치는 '파더 콤플렉스'라고 함) 장래의 꿈은 아버지와 함께 우주를 돌아다녀 우주 제일의 에일리언 헌터가 되는 것이다.
참고로 은혼 정식판에서 카구라의 이름인 '가구라'는 외래어표기법 규정에 맞춘 번역이고 실제 팬들 사이에선 가구라란 이름을 더 자주 쓰기도 한다.
과거
어머니는 어릴 적에 병으로 죽고 아버지는 가정을 돌보지 않았다. 아버지를 '파피'로 어머니를 '마미'라고 부른다. 아직 태생이 밝혀 지지 않아 소식을 알 수 없는 오빠(카무이)가 있지만 본인은 그 일에 대해서 일절 건들지 않는다. 이전에 애완 동물로 '사다하루 1호'라는 토끼와 함께 잤을 때 그 괴력 때문에 껴안아 죽였던 경험이 있어 사다하루를 만나기까지 직접 동물을 만지려고 하질 못했다.
지구에는 우주선에 직접 붙어 밀항하여 돈을 벌기 위해 왔다. 긴토키 일행과 만나기 전에는 보글머리 파마 야쿠자인 이노우에한테 고용되어 경호원으로 일했지만 사람을 다치게 하고 밥을 먹는 것이 싫증이 나서 도망쳤다. 당초에 도망친 후에 고향으로 돌아갈 작정이었지만 돈이 없어 해결사에서 일하게 되었다(정확히는 긴토키를 협박해서 고용했다).
모델
하늘에서 내려온 자, 즉 천인인 '야토족'의 유래는 '달의 토끼'로, 단행본 3권 표지에 카구라 뒤쪽에 큰 보름달이 그려져 있는 것과 이름이 거의 닮은 것, 작가가 토끼 귀를 붙이려고 생각한 것과 은혼의 등장 인물의 원래 소재의 경향 등으로 볼 때, 모델은 다케토리 이야기(일본어: 竹取物語)의 가구야 공주(일본어: かぐや姫)라고 추측된다. '홍앵편'에서도 타카스기가 카구야 공주와 카구라를 걸쳐서 부르는 장면도 있다.
3학년 Z반 긴파치 선생
어느 나라에서 온 유학생이라는 설정으로, 안경 쓴 남자를 싫어하는 것은 여전하고 뱅글뱅글 안경을 쓰고 있다.
볶음밥 레인저를 담당하면서 등교하는 등 많이 먹는다는 설정은 여전하다. 쉬는 시간에 밥을 먹고 '타코상 비엔나'를 '타코사마 비엔나'라고 부른다.
금혼
중국계 마피아의 여자 보스라는 설정으로, 사카타 킨토키와 '양갈래턱' 신파치를 등용한다. 연령도 올라가 스타일이 뛰어난 미녀가 되었다. 또 사다하루는 형제인 코마코 수준의 사이즈가 되어 카구라의 팔에 안겨 있다.
아이템
- 우산

아직은 수수께끼 투성이의 우산이다. 야토족의 표준 장비로, 얼핏 보기에는 보통 우산에 가깝다. 야토족인 카구라는 햇빛에 약한 체질이라 외출 시에는 우산을 쓴다. 지구의 기후에 익숙한 것인지 가끔 쓰지 않을 때도 있지만 우산을 갖고 걸어 다닌다. 전투시에는 기관총 같은 탄환을 발사한다. 포격과 폭발도 막을 정도로 강도가 높아 그대로 치는 것도 가능하다. '후요편'에서는 기계 메이드 군단과의 싸움에서 히라가 겐가이가 개조하여 손잡이를 당기는 정도에 따라 발사하는 전자기포와 같은 강력한 무기가 되었다. 하지만 그 무기는 한번 쏘면 에너지를 충전해야 하므로 그 동안에는 간장이 대신 발사된다. 카구라와 소요 아가씨가 찍은 스티커 사진이 손잡이 부분에 붙어 있다.
- 기타

점프 페스타에서 블리치의 쿠치키 루키아의 옷을 입은 장면이 있다. 또 사다하루는 콘과 비슷한 흰 인형으로 되었다.
아카마루 점프 2007 SPRING 표지에서는 투러브루(일본어: To LOVEる -とらぶる-)의 라라와 옷을 바꿔 입은 표지가 있다. 게다가 라라 옷의 모자 부분은 엘리자베스 사양이고 그 일러스트는 단행본 19권에도 게재해 있다.
애니메이션 하야테처럼! 5화에서는 여주인공인 산젠인 나기의 성우가 카구라 성우와 같은 쿠기미야 리에인 점에서, 아이자와 사쿠야가 '그 목소리에 머리를 양갈래로 딴 녀석은 모두 가차없이 딴지를 거는군!'이라고 말하자 나기가 카구라 말투로 '아? 뭔 소리를 하는지 전혀 모르겠다 해'라고 말한 패러디가 나왔다.
- 사다하루(일본어: 定春)

성우: 타카하시 미카코
성우(한국): 이소은
키 170cm(앉았을 때) 체중 300kg 2월 25일생
거대한 개처럼 생긴 우주생물로, 해결사 앞에 버려진 채로 있다가 카구라가 발견 해결사 안에서 기르게 되었다. 이름은 카구라가 옛날에 길렀던 토끼한테 붙인 '사다하루 1호' 때문에 그렇게 붙여졌다. 귀여운 겉모습과는 달리 속은 꽤 사나워서 남의 머리를 무는 것을 좋아한다. 처음에는 긴토키 일행의 머리를 자주 물었지만 최근에는 영리해졌는지 일행을 따르게 되었다. 몇 번인가 해결사 멤버들을 태웠다. 잡지를 읽거나 후각을 근거로 냄새의 추적 능력도 상당한 정밀도를 자랑하는 등 지능이 꽤 높은 것 같다. 또 털은 희지만 음흉한 면도 있다. 자동차 수준만큼 달리거나 건물 벽을 달려 올라 갈 수 있고 개 사료 7봉지를 매일 뜯어야 할 정도의 식성 등 신체 능력도 식욕도 경이적이다. 또 도부네즈미파의 쿠로고마 카츠오의 애견인 멜짱을 사랑한 적도 있었다. 예전에는 '긴토키가 구해 준 뒤 실제의 주인이 나타나 사다하루를 데려가 카구라가 이별을 통해서 한 번 어른이 된다'라는 예정으로 하려고 했으나 페이지 수가 부족한 것을 계기로 그대로 해결사에 들어가서 부주인공이 되었다.
원래 정체는 대지에 흐르는 '용맥'(龍脈)을 내뿜는 곳인 '용혈'(龍穴)을 지키는 '이누가미'(일본어: 狛神)이지만 함께 살았던 쌍둥이 무녀 자매인 아네 모네의 경제적 이유 때문에 버려졌다. 그녀들은 '카미코'(일본어: 神子)라고 불렀다. 하타 황태자에 따르면 귀한 생물인 것 같다. 이누가미는 '빨간 과일'과 '산양의 피'(딸기와 그냥 우유 또는 딸기 우유로도 가능)을 주면 원래의 힘을 풀어 줄 수 있지만 사다하루는 옛날부터 힘의 제어를 잘 못해서 폭주한 적이 있다.
'사다하루'라는 이름 때문에 애니메이션에서는 처음 나올 때 긴토키가 '시게오', '타츠노리' 등으로 불렀다.
'3학년 Z반 긴파치 선생'에서는 언제부터 학교로 떠돌다 온 거대 개로 등장한다.

## 양이지사
양이지사(攘夷志士)는 좌막파(佐幕派)에 해당하는 신센구미와 대립하는 집단이다.

### 카츠라 일파
- 카츠라 코타로(일본어: 桂小太郎)

かつら こたろう Katsura Kotaro
모델: 가쓰라 고고로
성우: 이시다 아키라
성우(한국): 최재호
키 175cm 체중 56kg 6월 26일생 20대 후반
과거 뛰어난 재능으로 신스케와 같은 서당에 다니었으나 신스케가 쇼카손주쿠에 도장깨기를 하면서 요시다 쇼요에게 배움을 받았다. 당시에는 할머니와 단 둘이 살고 있었고 얼마 지나지않아 돌아가신 듯하다.
현재는 천인을 토벌하여 막부를 쓰러트리는 목적을 가진 양이지사이다. 이전 양이전쟁에서는 긴토키와 신스케, 타츠마와 전우였는데 타츠마를 제외하고는 잡혀간 요시다 쇼요를(칸세이 대옥사) 구하기 위해 전장에 뛰어들었다. 양이전쟁과 전쟁 후의 양이 활동에서 '광란의 귀공자', '양이지사의 새벽', '도주의 코타로'라는 이명을 얻었다. 여장할 때는 '즈라코'라는 이름을 대는데 카츠라는 여자보다 이뻐 여장해도 그리 위화감이 느껴지지는 않는다. 입만 다물고 있으면 진지해보이지만 사실 병맛미가 넘치는 병신중에서도 꽃병신이다. 길거리에서 양이지사 홍보 전단지나 홍보 사이트를 만들고, 알바를 할 정도로 꽃병신이다.(중요하니까 두 번) 그래도 광란의 귀공자답게 강한 편에 속한다. '이쿠마츠편'에서 이쿠마츠와의 그린라이트가 켜진 적이 있으나 이는 얼마 다뤄지지 않는다.
카츠라라는 성(姓)과 긴 머리에서 즈라(즈라(일본어: ヅラ)는 가발의 일본어인 카츠라(일본어: かつら)의 속어격 표현)라는 별명으로 불린다. 이때 '즈라가 아니라 카츠라다'(일본어: ヅラじゃない桂だ)라고 반사적으로 말한다.(자신의 성을 다르게 부르는 것에 위에서 읽듯이 굉장히 민감하기 때문에 과거에 무슨 이유가 있었는지도모른다.) 방문자 모습을 하기 위해 변장하지만 그 입버릇 때문에 자기 본명이 들킬 때가 많다. 표현하는 센스와 언행이 후진 편이다. 하나노 아나운서에 따르면 '전시대의 산물'이라고 한다. 메밀국수를 좋아한다.
신센구미의 습격에 대비해 항상 품 안에 폭탄과 연막탄(대용으로 '맛있는 바=우마에봉')을 숨기고 있다. 처음에는 양이(攘夷, 천인들을 물리침)를 목적으로 막부를 쓰러트리려고 과격한 행동을 되풀이했으나 여러 사람과의 관계를 거쳐 현재는 온건파로 전향했다. 하지만 막부를 쓰러트리는 것을 완전히 그만둔 것이 아니라서 기회가 있을 때에 긴토키를 이전처럼 끌어들이려 하고 있다.
수수께끼의 우주 생물 '엘리자베스'를 애완 동물 겸 동료처럼 사랑하고 있다. '닌자전대 고닌자'를 결성할 때 카구라가 빨간 닌자 옷을 입었다는 이유로 리더라고 부르고 고닌자 해산 이후에도 계속 그렇게 부르고 있다. 천적인 신센구미 국장 콘도 이사오와는 인터넷과 미팅 등에서 아무도 알지 못한 채로 의기투합한다. 노트북 컴퓨터를 소지해서 인터넷을 하는 반면 TV 게임과는 꽤 멀다. 유부녀가 취향이며 NTR을 좋아한다.(...)
양이지사 포교 활동을 위하여 랩을 하는 장면이 등장하는데, 여기서 자신의 랩을 랩이라 하지 않고 카츠랩(일본어로 랩을 '랏프'라고 발음하는데 '카츠라'와 이어서 만들었다.)이라고 불렀다.
'3학년 Z반 긴파치 선생'에서는 학생으로 등장한다. 신센구미 일행과 같은 반이지만 특히 지명 수배 등의 원작 설정은 많이 없다고 볼 수 있다. 이름을 소재로 해서 당하는 것은 똑같다.(즈라쟈나이 카츠라다!) 학급 위원을 맡고 있다.
모델은 막말의 존왕양이(尊王攘夷) 막부 토벌 운동을 벌여 유신의 선구자 중 하나인 조슈번(일본어: 長州藩)의 가쓰라 고고로(일본어: 桂小五郎)에서 유래했다.
- 엘리자베스(일본어: エリザベス)

エリザベス Elizabeth
성우: 타카마츠 신지, 후루야 토오루
성우(한국): 손종환
사카모토 타츠마가 카츠라한테 준 정체 불명의 우주 생물로 키 180cm 체중 123kg 9월 7일생
처음에는 애완 동물로 등장했지만 현재는 카츠라의 동료로 양이지사한테도 존경을 받고 있다. 우주 상품인 봉제 인형 '우주 괴수 스테판'과 외관이 비슷하다. 아래쪽에는 정강이 털이 난 아저씨스러운 다리가 보인다. 이후 '렌호편'에서 렌호족이라는 천인이었다는 것이 나온다. 이는 지구에 온 것은 지구를 침략하기 위한 사전조사를 위한 것이었다고 밝혀졌으나 이 렌호 엘리자베스는 월요일에만 담당하는 엘리자베스로 진짜 엘리자베스는 월요일에는 휴가를 가진다고한다. 진짜 정체는 아직 밝혀지지않았다. 평소 팻말에 쓴 문장으로 의사를 전달하지만 카츠라가 없을 때는 평소처럼 말하는 것 같다.(하지만 카츠라는 말할 때가 있다는 것을 알고 있음) 뒤집어 쓴 듯한 외관과는 달리 강한 실력을 갖고 있다. 동료인 카츠라한테는 거의 충실하다. 신파치를 격이 낮게 보고 있으나 담력과 실력에서 인정하고 있는 부분이 있다. 카구라는 '엘리'라고 부른다. 팔이 짧고 손가락이 없어도 손재주가 있어 칼을 깨끗이 갈거나 애니메이션에서는 학 접기를 하거나 그림을 그릴 수 있는 등 예술적인 면을 갖고 있다. 캐릭터 상품도 많이 판매되었다.

### 귀병대
귀병대(鬼兵隊)는 타카스기 신스케를 두령으로 하는 양이낭사들 중 '굳세게 싸운다'는 의미의 '무투파'(武闘派)들의 집단이다.
- 타카스기 신스케(일본어: 高杉晋助)

たかすぎ しんすけ Takasugi Shinsuke
모델: 다카스기 신사쿠
성우: 코야스 타케히토
성우(한국): 양석정
키 170cm 체중 60kg 8월 10일생 20대
양이지사의 잔존 세력으로 '양이지사 중에서 가장 과격하고 가장 위험한 자'라고 불린다. 여성들이 입을 법한 화려한 기모노를 입고 담뱃대를 물며 늘 기분 나쁜 엷은 웃음을 띠고 있다. 처음 나왔을때부터 줄곧 왼쪽 눈에 붕대를 감고 있지만 종종 나오는 어릴 때 모습을 보면 양쪽 눈 모두 정상이었다. '극장판 낚시편'에서는 천인에게 왼쪽 눈을 당한 것으로 나왔지만, 이는 정말 낚시였을 뿐, 사실은 쇼요 선생님의 목을 자른 긴토키에게 달려들다가 오보로가 던진 칼에 눈을 맞아 한쪽 눈을 잃었다.(304-5화 참조)
전쟁 후에는 교토시 지역에 몸을 숨긴 것 같았으나 몇 차례 나쁜 일을 해서 막부에서 특히 위험시하고 있다. 예전의 동료였던 양이지사에서 손을 뗀 사카타 긴토키와 양이 활동은 계속 하나 지금은 온건파로 전향한 카츠라 코타로의 두 명과 대립하고 있다. '홍앵편'에서는 설득을 하려는 카츠라의 말에 귀를 기울이지 않고 우주해적 하루사메와 거래를 해서 그들과 싸운 적이 있던 긴토키와 카츠라를 말살하려고 한 모습을 보였다. 축제를 좋아해서 화려하고 규모가 큰 테러 행위에 따른 파괴를 즐긴다. 그 허무적 사상으로 파멸적인 매력에 끌린 자도 많다. 또한 신센구미의 참모 이토 카모타로와의 밀회에서 그의 속내를 간파하는 등의 상당한 통찰력도 갖추고 있다. 어릴 때에 긴토키와 카츠라 일행과 서당에 다녔을 때 스승이었던 요시다 쇼요를 뺏어 간 세상에 대한 증오가 행동력의 근원이 되었다.
현재는 귀병대를 부활시켜 대규모 쿠데타를 계획하여 우선 준비로 하루사메와 손을 잡거나, 막부 중앙 세력과 밀약을 맺는 등의 행동을 했다.
카부키쵸 사건 이후 카다를 잡아 하루사메에게 넘기고 카무이를 베려다가 자기 편으로 끌어들이려는 등, 불온한 움직임을 다시 보이기 시작했다.
본 작품에 등장하는 인물들 중에 유일하게 웃긴 요소가 없고 가장 심각한 분위기를 가진 중요 인물이다. 작가인 소라치 히데아키는 공식 캐릭터북 '긴채널!' 내에서 '타카스기는 바보같지 않으므로 (인물의 행동이나 모습을)움직이기 어렵다'라고 말하고 있다. 또 애니메이션 DVD 시즌1의 겉표지에도 개그 요소를 전혀 포함하고 있지 않다. 점프 인기투표에서 단지 3회밖에 등장하지 않음에도 불구하고 4위에 뽑혔다.
모델은 기헤이타이(일본어: 奇兵隊)를 창설한 조슈 번사인 다카스기 신사쿠(일본어: 高杉晋作)에서 유래했다.
272화에서 개그 요소가 나왔다. 옛날 양이시절에 요구르트를 동료들에게 사서 돌렸고, 동료들이 요구르트를 긴토키가 쏜것으로 착각하자 태클을 걸기도 했다고 한다.

#### 대원
- 오카타 니조(일본어: 岡田似蔵)

모델:오카다 이조
성우:아오야마 유타카
키 180cm 체중 76kg 12월 23일
"살인귀 니조"로 불리는 쿨 양이낭인으로, 맹목적으로 칼이 보이지 않게 적을 베고, 앉아서 베어 죽이는 달인이다. 시력을 잃은 대신 후각과 청각과 직관이 남달리 발달했으며, 본인 왈, "전보다 여러가지가 보이게 된"이라고 한다. 코가 막히지 않도록 세척제를 애용하고 있다.
사람을 베겠단 때에 보여 "영혼"을 쫓다가 "살인귀"라 불리게 되었다. 하시다 가게의 경호원이던 시절, 아기를 무력으로 빼앗으려는 무사들과 대치중인 긴토키에게 싸움을 걸었지만 보통사람과는 차원이 다른 실력을 가진 그를 "한손으로 싸우긴 아깝다"라는 평가를 했고 먼 훗날을 기대하며 순순히 보내준다. 이후 하시다 가게 사장실 앞에서 다시 만났지만 검을 맞대도 긴토키의 책으로 인해 칼이 부러져 패배했다. 이후 무라타 테츠야 제작의 대 전함용 기계 기동 병기 "홍앵"을 이용하여 긴토키와 다시 싸운다. 한번은 긴토키에게 중상을 입히며 몰아넣지만, 그 때 격앙된 신파치에 의해 오른팔이 잘려나간다. 그리고 계산 알파가 침입해왔을 때 혼자 함정 두 척을 베어버리지만 이때부터 홍앵은 제어불가 상태가 되고만다. 나중에 긴토키와의 재접전 때는 아예 홍앵에게 침식당해 폭주하기 시작했고, 그 홍앵은 긴토키의 칼질에 베어나간다. 모든 소동이 종료된후 진선조의 조사에서는 실종처리되지만, 훗날 '사천왕편' 후일담 에피소드(애니 215화)와 귀병대 일러스트에도 나오지 않기 때문에 사실상 사망으로 보여진다.
이름의 모델은, 막말에 활약했던 도사 번 출신인 막말 사대 살인귀 중 한명, 오카다 이조(일본어: 岡田以蔵)이다.
- 키지마 마타코(일본어: 来島また子)

모델:기지마 마타베
성우(일본): 하야미즈 리사
키 165cm 체중 48kg 1월 8일
귀병대의 간부이자 유일한 여성대원이다. 남들과는 달리 검 대신 리볼버 권총 두 자루를 사용하는 쌍권술을 쓴다. 겉으로 보기에는 생기발랄해 보이지만 실은 카구라 못지않은 왈가닥 성질이며 개그끼도 출중한 편이라, '홍앵'편에선 카구라와 가래침 대결을 선보이기도 하며 일시적으로 망가지기도 했다. 귀병대 수장인 신스케를 깎듯이 존대하며 따르고 있으며, 남몰래 그를 짝사랑하고 있다. 다른 간부들인 타케치와 반사이를 '선배'라고 부르며 따르고 있고, 그 중에서도 타케치하고는 날마다 티격거리고 으르렁대는 사이. 하지만 그런걸 다 떠나서 코믹적인 모습에서는 죽이 잘 맞는 편이다. '낙양결전'편에서 노부노부와 하루사메의 배신으로 신스케와 반사이가 실종되자 그 누구보다도 걱정한다.
이름의 모델은 막말 시기의 금문의 변을 주도한 조슈 번의 기지마 마타베(일본어: 来島又兵衛)이다.
- 타케치 헨페이타(일본어: 武市変平太)

모델:다케치 한페이타
성우(일본): 챠후린(일본어: 茶風林)
키 178cm 체중 75kg 9월 27일
귀병대의 간부이자 책략가로, 항상 신스케로 변장을 해서 마타코에게 장난을 거는 편이며 그 때문에 마타코에게 항상 응징당한다. 어린 여자아이에게 성적인 관심을 보이는 성향이 있으며, 본인은 언제나 페미니스트라고 포장하고 다니지만 독자들이나 같은 귀병대 대원들이나 누가봐도 그의 이런 모습은 로리콘이다. 마타코의 욱하는 성질을 비꼬아서 그녀에게 '멧돼지녀'라는 별명을 지어주기도 했다. 다른 사람들과는 달리 최소한의 도덕성이 부스러기나마 있는 편이라, '홍앵'편에선 적이었던 카구라를 함부로 대하지 말라고 하는가 하면 '낙양결전'편에선 적임에도 불구하고 오빠를 찾으러 간다는 그녀를 순순히 승선시켜주기도 했다. 겉모습은 꺼벙해 보여도 책략가답게 머리회전은 매우 뛰어나며 내놓는 전략들도 상당히 뛰어나다. 머리쓰는 일만 하기 때문에 실전경험은 전무하다시피 하지만 사무라이로써의 기본적인 검술실력은 갖추고 있어서 신파치와 맞설 때도 쉽게 밀리지 않았고, '장군암살'편에선 졸개들을 모조리 쓸어버리기도 했다. 다른 간부들이 워낙 뛰어난데다 책략이 주요업무이기 때문에 실력이 잘 부각되지 않을 뿐이다.
이름의 모델은, 막말 도사 근왕당의 수령을 지낸 다케치 한페이타(일본어: 武市半平太).
- 카와카미 반사이(일본어: 河上万斉)

모델:가와카미 겐사이
성우(일본): 야마자키 타쿠미
키 179cm 체중 76kg 5월 20일
사람을 베는 자로 사람들이 두려워하는 인물인 한편 음악 프로듀서 츤포으로서의 얼굴도 지녔다. 선글라스에 헤드폰라는 현대풍의 겉모습에 어울리지 않게 "~ 있다"라는 말투를 사용한다. 항상 헤드폰을 쓰고 음악을 듣고 있어 사람의 말을 듣고 있지 않은 기색을 보이다. 항상 신스케에게 경어를 쓰며 깎듯이 존대하는 타케치와 마타코와는 달리 그에게 반말을 한다.
귀병대 가운데 가장 온건파에 가까운 인물로, 역량과 의지를 인정한 인물을 살리는 등 의로운 면을 지녔고, 양이 활동에서도 주어진 역할과 그 수단이 마음에 든다면 비록 타카스기의 명령이라도 독자 판단으로 그 역할을 수행하는 등 자신의 수단에 독자적인 특성을 가지고 있다. 그러나 적을 가차 없이, 이토와 자신들이 계획 모두 화면에 재빨리 알아차린 야마자키를 습격했다. 또 한때는 손을 잡은 이토도 사실 처음부터 "자신들의 동료에게는 부적절"로 판단하고 신센구미가 함께 암살을 기도하지 말지만, 냉혹한 면도 가지고 있다. 프로듀서로서의 영향인지, 음악 용어로 사람의 "영혼의 울림"을 형용하다. 등에 멘 샤미센의 현으로 움직임을 틀어막겠다는 전법도 구사하며 긴토키와 호각에 싸워라 높은 실력자이지만, 동료를 보호하겠다는 강한 마음을 가진 긴토키에게 패했다. 그 후는 용케 살아남아, 신센구미의 추격을 받는 일 없이 무사히 타카스기와 합류했다.
이름의 모델은 히고 번(일본어: 肥後藩) 출신이자 사쿠마 쇼잔(일본어: 佐久間象山) 암살의 하수인 막말의 사대 살인귀 중 한명 가와카미 겐사이(일본어: 河上彦斎)이다. 다른 얼굴인 "츤포" 이름의 유래는 음악 프로듀서 츤쿠♂(일본어: つんく♂).

#### 관계 인물
- 히라가 사부로(일본어: 平賀三郎)

성우(일본): 하타노 와타루
히라가 겐가이의 아들로 아버지에 못지 않을 만큼 기계를 좋아했지만, 겐가이의 기계에 대한 자세에 발발해서 집을 뛰쳐나와 귀병대에 들어간 뒤에 막부한테 숙청당했다. 귀병대에 들어간 것은 싸움을 하는 것이 아니라 부자간 싸움이 있었기 때문이다. 타카스기에 따르면 칼 솜씨는 어느 정도밖에 안 되는 듯하다. 겐가이는 사부로를 잃은 후에 자기가 만든 기계에 그 이름을 붙였다.
- 무라타 테츠야(일본어: 村田鉄矢)

모델:무라타 쓰네요시
성우(일본):오오니시 타케하루
키 175cm 체중 72kg 4월 11일
에도 제일의 칼을 만드는 장인 무라타 진테츠(일본어: 村田仁鉄)의 아들이다. 아버지의 뒤를 이어 여동생인 테츠코와 함께 대장간을 경영했다. 남의 이야기를 듣지 못해서 큰 소리로 말하는 것이 특징이다.
아버지를 넘으려고 검 이외의 것을 버리기까지 생전에 아버지가 만든 칼 '홍앵'을 기계와 융합시켜 대전함용 기계 기동병기로 개발했다. 홍앵에 '베지 못하는 것은 없다' '자신의 모든 것'이라고 붙일 정도로 자신을 가져 그 칼이 부러질 때에 자기는 칼 만드는 장인으로서 아무것도 남기지 못한다고 생각했다. 폭주한 니조한테 공격당하려고 했던 테츠코 대신 치명상을 입어 자신의 잘못을 깨닫는 등 테츠코한테 '좋은 대장장이가 되어라'라는 말을 남기고 세상을 떠났다. 모델은 무라타총(일본어: 村田銃)을 발명한 무라타 쓰네요시(일본어: 村田経芳)에서 유래했다.

## 쾌원대
쾌원대(일본어: 快援隊)의 어원적 유래는 해원대(일본어: 海援隊)이다. 한자는 다르지만 일본어 발음("카이엔타이")은 같다.
- 사카모토 타츠마(일본어: 坂本辰馬)

さかもと たつま Sakamoto Tatsuma
모델: 사카모토 료마
성우: 미키 신이치로
성우(한국): 현경수
키 181cm 체중 70kg 11월 15일생 20대
이전에 긴토키 일행과 함께 양이전쟁에 참가한 인물 부자의 아들로, 현재는 행성 간 무역업 '쾌원대'를 운영하면서 마음대로 우주를 떠돌고 있다. 1인칭은 와시(일본어: わし 나이 지긋한 어른들이 쓰는 '나'의 의미)로 토사(土佐) 방언을 쓴다.
상당한 천진 바보같은 덜렁이로, 어떤 상황에서도 '아하하하'라고 태평하게 웃는 초 낙천가이다. 하지만 모두가 싸워야 할 수밖에 없었던 양이전쟁 중에 나라의 장래를 생각해 뭐든지 버리고 우주로 나가는 등 눈 앞의 것에 사로잡히지 않고 독자적인 선견성을 갖고 있다. 예전부터 싸움을 좋아하는 성질도 없었으므로 전쟁보다도 장사가 인간을 풍요롭게 한다고 생각하여 이익을 가져 오는 것으로 천인과 지구인의 조화를 꾀하는 일이야말로 자신이 나라를 지킬 수 있는 수단이라고 생각한다. 그런 그의 행동과 사상에서 쾌원대의 일원들한테 존경을 받는다. 긴토키를 '킨토키'라고 부를 때가 많다.
원래부터 평화를 지양하기 때문에 양이전쟁때도 후방에서 물자지원을 했으며, 무역을 시작한 이후로는 그나마 안하던 전투도 완전히 손을 놨다. 그래서 처음 등장한 이례 다른 사람들처럼 격하게 싸우는 장면은 한번도 나오지 않았다. 일촉즉발의 상황에서도 무기를 꺼내들기보다는 대화시도를 먼저하는 편이며 '렌호편'에서는 그 급박한 상황에서도 모든 렌호족을 말로 설득해 한편이 되는 모습을 보인다. 그의 전투력이 드러난건 '낙양결전편'에서였다. 하루사메와 노부노부의 기습으로 유례없이 적극적으로 맞서게 되는데 오랜기간 싸움을 하지 않았음에도 불구하고 결코 다른 이들에게 밀리지 않는 최강자 캐릭터임을 입증하였다.
아무 배나 좋아하지만 배멀미를 한다는 모순을 가지고 있다. 원작에는 현 시점에 이외로 4화 분량밖에 등장하지 않았지만 애니메이션에서는 오프닝과 엔딩에 잘 등장한다. 지금에는 시대가 알맞다는 이유로 권총을 쓰지만, 사실은 양이전쟁때 오른쪽 손목을 공격당해 힘줄이 끊어졌는데, 치료 후에도 검을 쥘 수없게 되어 권총을 사용한다. (네타참조) 옛날에 양이전쟁 때에는 카츠하마라의 용(일본어:がちぇ浜ら りょん)이라고 불렸다(290화에서 밝혀짐). 때로 소형선으로 빠져나와 지구까지 와서 여자를 만나러 온다. 스낵 '스마일'의 오타에의 동료인 오료를 일방적으로 사랑하고 있으나 그녀한테는 폐가 된다. 한 번은 운전 미숙으로 해결사 건물을 파괴한 적이 있다(31화 참조).
자잘한 일들은 모두 부관인 무츠에게 맡기고 자신은 지구의 유흥업소로 땡땡이를 치기 일쑤다. 얼핏보면 떠넘기는 것 같지만 사실 그에게 무츠는 하나뿐인 동료다. 이를 잘 보여주는 것이 쾌원대 과거편(애니 290~291화)이다. 과거의 복수를 하러온 치도리 해적단에게 인질로 사로잡혔고 이때 피투성이가 끌려온 무츠의 머리를 발로 즈려밟는 해적들의 행동에 눈이 제대로 뒤집힌 그는 선장의 머리에 박치기를 해버린 후 웃음기 하나없는 살벌한 눈빛을 한 채 엄중하게 경고를 날렸다. 또 '낙양결전편'에선 배신으로 인해 몰락당하기 직전인 귀병대 일원들을 구해주며 혜성처럼 등장하더니 대원들이 한카이에게 세뇌당하기 시작하고 나서는 그간 쌓아온 4차원 바보 이미지를 벗어던지고 쾌원대 함장의 위엄을 드러내며 무츠와 함께 대원들을 구해내는데 앞장선다.
'3학년 Z반 긴파치 선생'에서는 수학 교사라는 설정으로, 강렬한 바보와 덜렁대는 것은 여전하다.
모델은 가이엔타이(해원대, 일본어: 海援隊)를 창설한 도사(일본어: 土佐)의 사카모토 료마(일본어: 坂本龍馬)에서 유래했다.
- 무츠(일본어: 陸奥)

모델: 무쓰 무네미쓰
성우(일본): 와타나베 아케노
성우(한국): 안영미
쾌원대 부관으로, 삿갓과 망토를 두른 도사 방언을 쓰는 야토족 여성이다.
사카모토와는 말이 상사와 부하일 뿐 사실은 한 수 위이다. 허구헌날 일은 팽개쳐놓고 술집에서 여자나 밝히는 대장 때문에 꽤나 이골이 나 있다. 그게 어느 정도냐면 우주괴수에게 대장이 잡혔을 때도 괴수에게 놈을 혼내주라고 하는가 하면, 한 번은 부하들을 시켜 가방 속에 넣어 바다 한가운데 던져버린 적도 있었다. 특히 사카모토를 응징할때는 항상 중요부위를 발로 누른다. 평소에는 무척이나 험악하게 대하지만 사실 그녀에게 사카모토는 인생을 바꿔준 은인이다.
사카모토와 만나기 전에는 '치도리'라는 우주해적단에서 일을 하고 있었다. 어느 날 멍석에 휘말린채 망망대해 한복판에 버려져있던 사카모토를 건져올렸고 이곳은 노예선이라는 엄중한 경고에도 불구하고 배 곳곳을 살피며 장사를 위해 배를 통째로 사들이겠다는 무모한 말을 내뱉는가 하면 감옥에 갇혀서도 함께 갇힌 사람들을 말빨로 설득시켜 함께 어울리는 그를 보며 알 수 없는 이끌림을 느낀다. 이후 자신을 눈엣가시로 여기던 해적간부가 자신을 죽이려 든다는 걸 알게 됐을 때 사카모토가 갇힌 감옥에 찾아가 열쇠를 건네주며 필요없는 짐이 생겼다는 핑계를 대며 어서 노예들을 데리고 배에서 빠져나가라고 한다. 하지만 결국 간부와 다른 해적부하들에게 사로 잡혀 처형당할 위기에 처했고 사카모토 역시 만신창이가 된 채로 끌려온다. 그러나 사카모토에게 설득 당한 노예들이 배를 이끌고 두 사람을 구하러 달려왔고 두사람 역시 합심해서 해적들을 쓸어버린다. 이 일을 계기로 사카모토에게 감명을 받은 그녀는 그 길로 해적일을 그만두고 그를 따라 쾌원대의 부관이 된다. 그로 인해 그에게서 방언까지 옮았다.
야토족이라는 사실은 애니 291화에서 그녀의 싸움태세를 본 긴토키가 이를 밝히면서 드러나게 된다. 하지만 기본적으로 사카모토와 마찬가지로 평화주의적인 입장이기 때문에 야토의 힘은 최대한 억제하고 있으며 야토의 분신이라 불리는 우산 대신 권총을 사용한다. 또 싸움을 할 때는 무조건 맨손이다. 위협으로부터 보호는 하되 적을 죽이지는 않는 것이 철칙인 듯하다.
모델은 가이엔타이 대원으로 후에 외무대신 등을 맡았던 기이(일본어: 紀伊)의 무쓰 무네미쓰(일본어: 陸奥宗光)에서 유래했다.

## 하루사메
하루사메(春雨)는 우주해적단이다.
- 카무이(일본어: 神威)

성우(일본): 히노 사토시
하루사메 제7사단 단장, 야토족
칸코우의 아들이자 카구라의 오빠이다. 시종일관 눈웃음 짓는 얼굴로 다녀서 풋풋한 미소년처럼 보이지만 실상은 뼛속까지 싸움 생각만 가득 찬 전투광이다. 약한 자는 필요없다는 게 철칙이라 아버지와 여동생도 서슴없이 해치려 든다. 남들이 다 좋아할 법한 여자, 권력, 돈, 술같은 것들도 그에겐 먼 나라 이야기에 불과하다. 부모를 죽인다는 야토의 풍습을 지키기 위해 아버지와 무차별적인 싸움을 시작했지만 여동생의 난입으로 결국 아버지의 팔 한 쪽만 없애버리는 것으로 끝났지만, 이 날 이후 두 번 다시 집에 돌아오지 않는다. 이후 야왕 호우센의 제자가 됐고, 더 나아가선 하루사메 7사단 단장자리에까지 오르게 된다. 처음엔 회상으로만 나오다 '요시와라 염상'편에서 정식으로 첫 등장했고 엄청난 정신력과 맷집만으로 호우센과 맞서는 긴토키를 보며 사무라이에 대한 관심이 폭발했다. 어느 날(TVA 215) 하루사메에 온 신스케를 우연히 만났고 단번에 그가 사무라이임을 눈치챈다. 그래서 한 판 붙어보려고 했지만 아보 제독의 배신으로 처형대에 올랐다. 신스케한테 구출되면서 싸움은 뒤로 미루고 동맹을 맺었고 이후 그와 같이 지구로 향하고 있다.
사실 그는 태생부터 전투광이 아니었다. 어릴 때만 해도 집을 나가버린 아버지를 대신해 홀로 아픈 어머니의 병수발을 들고 어린 여동생까지 챙길 만큼 매우 온순하고 착한 아들이었지만 정확하게 가족과 절연하게 된 이유는 불명이다. 하지만 사이가 틀어지고 나서도 여동생을 구해주는 등 갱생의 의지가 보이지만 아버지와의 관계는 회복불능 상태이다.
- 아부토(일본어: 阿伏兎)

あぶと Abuto
성우(일본): 오오츠카 호추
하루사메 제7사단 단원, 야토족
32살. 2월 10일생. 186cm(최장신)/86kg.
공식적으로는 카무이의 부하이지만, 실은 그 이상의 유대관계가 있는 듯하다. 약한 자는 필요없는 것이 철칙인 카무이조차도 아부토만큼은 결코 건들지 않기 때문이다. 전투욕과 살기만 가득한 단장과는 달리 최소한의 개념이 부스러기나마 있는 편이다. 그저 "동족간의 싸움은 질색이다"라는 이유만으로 요시와라 지붕이 무너져내릴 때 조금 전만 해도 적이었던 신파치와 카구라를 발로 차서 다른 지붕 위에 떨어지 게 한 뒤 혼자만 추락한다. (이후 등장하지 않아서 죽은 것처럼 보였지만 '요시와라편' 말미 사지육신 멀쩡한 모습으로 카무이와 재회한다.) 전투력만 출중한 다른 야토족들과는 다르게 머리도 좋은지라 머리회전이 정말 빨라 처세술과 순발력이 좋다. 그래서 머리 쓰는 걸 못하는 카무이의 단점을 잘 보안해주고 있다. 툭하면 일은 팽개쳐 놓고 허구한 날 사건사고만 몰고오는 단장 때문에 이골이 나 있다. (작가의 말에 따르면 아부토 역시 운교처럼 단역이었으나 예상외로 인기가 꽤나 많아져서 조연으로 살려둔 거라고 한다.)

## 주요 인물들의 혈연자
- 시무라 타에(일본어: 志村 妙)

しむら たえ Shimura Tae
성우(일본): 유키노 사츠키
성우(한국): 윤여진
키 168cm 체중 53kg 10월 31일 18세
신파치의 누나로 통칭 오타에(お 妙)라고 한다. 아버지가 남긴 '항도관도장'(恒道館道場)의 부흥을 위해 술집에서 접대부 일을 하고 있다. 가녀린 외모와는 운동신경이 무척이나 타고났으며 그 괴력은 긴토키와 카구라조차도 식겁하게 만드는 정도이다. 평소엔 동생에게 다정다감하게 대하는 상냥한 누나이지만 뚜껑이 열리면 180도 변신한다. 더 심해지면 험악한 비속어까지 내뱉는다. 꽤 흉폭하고 과격한 탓에 당초에 '고릴라가 길러 주었니!?'라고 긴토키가 말하기도 했다. 하지만 무가(武家)의 딸처럼 일관된 강함과 여성다운 면도 겸하고 있다. 가슴이 그다지 크지 않은 것이 신경쓰여 그걸 언급하는 자는 남기지 않고 희생양이 되게 한다. 검술 외에도 타격기와 유술과 같은 기술과 나기나타(일본어: 薙刀, 극(戟)과 비슷한 무기를 이용한 무술) 등도 잘 다룬다.
신센구미의 콘도 이사오한테 일방적이며 집요한 스토커 피해를 받았지만 그 때마다 반격을 한다. 히지카타에 따르면 '오타에는 콘도한테 반했다'인 것 같지만 사실 긴토키한테 호감이 있는 것 같다. 어느 때인가 신센구미의 대원들한테 '누님'이라고 불리었다. 소꿉 친구이자 같은 성별인 야규 큐베에한테도 깊은 애정을 향하고 있다. 현재는 보통 여자 친구로서 교제하고 있다.
요리 센스는 괴멸적이라 모두 검게 탄 요리로 할 정도의 솜씨이다. 잘 하는 요리는 본인이 '계란말이'라고 하지만 긴토키는 '불쌍한 계란(분신자살한 계란)'이라고 한다. 그 의미는 건강에 피해를 미치게 해, 기억상실(긴토키와 콘도), 시력저하(신파치) 설사(야규 빈보쿠사이)등을 일으킨다는 것이다. 애니메이션에서는 입에 넣고 씹을 때 계란말이를 씹는다고 생각할 수 없는 소리가 난다. 이 이외의 요리도 전혀 만들 수 없는 동안에도 어느 것도 검게 태워서 매우 위험하다.
가난하지만 고급 아이스크림인 하겐다즈(일본어: 破亜限堕津, 애니메이션에서는 하겐대쉬(일본어: 破亜限堕取)로 표기)를 매우 좋아한다. 긴토키한테 큰 신뢰를 보내고 있는 이해자이다. '홍앵편'에서 '바보같은 남자-귀염성 없는 여자'부터 최근의 가짜 긴토키씨 사건에서의 타에의 말을 보면(376화) 서로 긴 말은 하지 않으나 많은 것을 이해하는 듯하다. 그러나 적당 이상의 부분은 싫어하는 것 같은지 그의 인간성에 대한 말투는 기본적으로 좋지 않다. 자주 긴토키와 함께 있는 이유로 삿짱한테는 일방적으로 사랑의 적(라이벌) 취급을 받아 삿짱은 그녀의 제거도 고려하고 있다고 한다(단행본 질의코너 참조). 도장 부흥과 후계에 관해서는 신파치에 비해 현격히 깊은 생각이 있지만 최근에는 스토커 대책 쪽이 도장부흥보다 우선시 되고 있다.
하지만 '안녕 진선조편'에서는 여전히 자신을 스토킹하는 곤도를 응징하기는커녕 감기 걸린다고 우산을 씌워주는가 하면 "다음에는 정문으로 들어와라, 그럼 차는 대접해주겠다."라는 말까지 하며 만화사상 처음으로 그를 고릴라가 아닌 사람으로 대해준다. 그 덕분에 이어질 가능성이 조금은 열렸다.
과거
어린시절, 부모를 잃고 동생하고 둘이서만 살아온 탓에 동생과 마찬가지로 브라콘 끼가 다부진 편이다. 부친이 살아있을 땐 신파치를 여장시키면서 노는 걸 좋아했지만 그때마다 혼이 났다. 어느 날, 큐베를 괴롭히고 있는 남자애를 모조리 혼내준 일을 계기로 큐베를 처음 만났고 곧 남자라고 믿었던 큐베의 진짜 성별과 강인하고 도도하게 행동하는 것과는 다르게 속은 무척이나 여리고 얌전하다는 걸 알고나서는 한층 친해진다. 이후 부친이 병으로 세상을 떠나고 집에는 빚쟁이들이 들이닥쳤는데 하나뿐인 동생이 고리대금 사장한테 팔려갈 위기에 처했지만 들이닥친 큐베가 검술로 빚쟁이들과 드잡이를 하면서 화를 면했다. 하지만 큐베는 이 일로 왼쪽 눈을 잃었고 자기 때문에 친구의 눈이 다쳤다는 것에 죄책감을 느낀 타에가 "앞으로는 내가 큐쨩의 왼쪽 눈이 되어줄게"라고 말한다. 처음 만났을 때부터 타에를 동경하고 있었던 큐베는 "타에를 지킨다"는 약속을 하게 됐고 이 일이 '야규편'의 시발점이 된다.
3학년 Z반 긴파치 선생
여기에서는 남매의 누나라는 이유도 아닌데도 신파치와 같은 반이다. 여기에서도 콘도한테 스토커 피해를 받지만 역시 모두 무찌른다.

### 기타
- 시무라 켄

성우(일본): 사카구치 코이치
신파치와 오타에 남매의 아버지이다. 만화가 처음 시작한 작중 시점에선 이미 고인이다(회상 장면에만 등장한다).
의리가 두텁고 사람을 좋아하는 편이나 그것이 너무 과했던 나머지 빚을 떠안고 죽게 된다. 신파치는 아버지의 격언을 지키고 있다. 살아 있을 때는 봄은 벚나무 아래에서, 연말에는 코타츠에서 식구들 셋이서 보냈었다. 또 오타에한테 '색시가 되어라'라고 전해 준 것 같다. 아내(신파치와 오타에의 어머니)는 신파치가 알아 볼 때쯤에 죽었다.
- 바다돌이(본명: 간코우)(일본어: 星海坊主 우미보즈[*])

성우(일본): 하야미 쇼
성우(한국): 이종혁
카구라와 카무이 남매의 아버지이다. 정확한 나이는 공개되지 않았지만 18살, 14살 된 자식이 있는 것으로 보아 최소 마흔은 넘은 것으로 추정된다. 아내 코우카는 아이들이 어릴 적, 병으로 세상을 떠났다.
제 1급 위험 생물의 구제를 하러 돌아다니는 우주 최강의 청소부(에일리언 버스터)로, '바다돌이'(일본어: 星海坊主)라는 별명이 붙었다. 카구라처럼 야토족 사양인 다기능 우산을 갖고 있다. 콧수염에 머리가 벗겨진 상태였으나 거대 에일리언과 싸우는 도중에 착란 상태의 카구라가 다시마 초절임으로 착각 머리카락을 뜯는 바람에 완전히 대머리가 되고 말아 가발을 쓰게 되었다. '대머리'라는 단어에 극도로 민감한 반면 가발을 제대로 쓰지 못한다. 카구라와 달리 말 끝에 '~해'와 같은 협화어를 붙이지 않는다.
이전에 '부모를 죽인다'라는 폐습에 따라 그를 습격하려던 아들 때문에 왼팔을 잃은 과거가 있어, 그 사건이 원인이 되어 가족한테 거리를 두게 되었으나 현재는 해결사의 생활로 변해 가고 있는 딸을 먼 곳에서 지켜주는 듯한 입장이다. 아들한테 잃은 왼쪽 팔은 의수(義手)를 달고 있다. 부모가 없는 긴토키한테는 부러운 존재로, 서툴기만 한 카구라의 사정을 생각하는 바다돌이의 모습에 느낀 점이 있는 것 같은지 '당신 같은 가족이 있었으면 좋겠다'라고 말했다. 지구를 떠난 이후 원작에서 스타 워즈같은 세계로 다스 베이더처럼 생긴 적과 싸워 이겨 제국의 지휘권을 얻었다(애니메이션에서는 저작권과 제작 회사의 관계상 지온군의 샤아 아즈나블처럼 생긴 사람과 알게 되어, 연방군과 교전중의 지온군의 지휘권을 손 안에 넣었다). 행성 구출 드라마에 위장한 발모제의 장편 CM에 주연으로 출연한 일도 있는 그 발모제의 효과인지 머리 꼭대기에 한 개만 털이 자라났다.
이름의 모델은 해를 싫어하고 밤에 활동하는 요괴 우미보즈(일본어: 海坊主)와 사나다 10용사(일본어: 真田十勇士) 중 한 사람인 미요시 세이카이 뉴도(일본어: 三好清海入道)에서 유래했다.
- 오키타 미츠바(일본어: 沖田ミツバ)

おきた みつば Okita Mitsuba
오키타 소고의 누나로, 청순한 모습이나 동생과는 반대의 성격으로 말수가 적은 편이다. 동생인 소고를 '소짱'(일본어: そーちゃん)이라고 부른다.
부모를 여읜 뒤 홀로 어린 동생을 키워왔고, 그렇기 때문에 오키타 또한 누나에 대한 사랑이 매우 남다르다. 평소에는 어른스럽고 시크하게 1인칭을 오레(俺)로 쓰고 똘끼 가득한 진선조 1번대 대장의 모습을 보여주다가도, 누나 앞에서는 1인칭이 보쿠(일본어: 僕)로 바뀌고 어울리지 않게 온갖 애교를 떨어대며 평범한 18살 남자아이로 돌변한다. 당연히 누나가 하는 모든 말에 절대복종한다. 매운 것을 정말 좋아해서 초콜릿 파르페에 타바스코 소스를 뿌리거나 신센구미한테 '아주 매운 전병'을 매달 보내주거나 한다.
원래 히지카타와는 연인 사이였고 히지카타 역시 그녀에게 연민을 품고 있었지만 자신은 그녀를 행복하게 해주기 힘들다고 생각해 이별을 통보하며 그녀의 마음에 상처를 준다. 여태 오키타가 히지카타를 극도록 싫어하며 날마다 살인미수급으로 괴롭힌 것도 바로 이 때문이었다.
처음 등장했을 때부터 폐병을 앓고 있었고, 에도에 온 뒤로 증세가 심해져 결국 세상을 떠나고 말았다. 히지카타는 마지막 순간에도 그 자리를 지키지 않았다.
이름의 모델은 오키타 소지의 누나인 오키타 미쓰(일본어: 沖田みつ)에서 유래했다.

## 스낵 오토세
- 오토세(일본어: お登勢)

성우: 쿠지라
성우(한국): 나수란
본명은 테라다 아야노(寺田綾乃)이며, 오토세는 예명이다. 해결사 사무실에 매일 집세를 받으러 오지만 받지 못하는 집주인으로, 스낵바를 운영하고 있다. 카부키쵸 4천왕 중 하나이다. 젊었을 땐 잘 나가던(?) 미인으로, 경단집에서 아르바이트를 했다. 하지만 배고픈 사람만 보면 지나치지 못하고 가게 경단을 퍼주었고, 평소 그녀를 사모하던 한 사내가 벌인 소동으로 인해 경단을 빼돌린 게 들통나 해고당한다. (사모하던 그 사내는 50년 후 지병을 얻어 세상을 떠났다.) 그때와는 상상할 수 없을 만큼 달라져버린 강한 할머니로, 에도가 꽃가루 때문에 시달렸을 때 신파치가 "오토세씨는 꽃가루를 밥에 뿌려먹어도 시원찮을 분"이라고 했을 정도이다.
긴토키하고는 날마다 집세 문제로 입씨름을 펼치는 사이지만 사실 긴토키에게 그녀는 엄마같은 사람이다. 오래 전 남편의 무덤에 성묘하러 왔다 거지꼴이 된 긴토키를 처음 만났고, 성묘 음식을 주워먹은 긴토키로부터 '아줌마는 내가 대신 지켜주겠다'라는 약속을 받아낸다. 그 때문에 월세를 다달이 밀려도, 툭하면 집을 다 때려부숴도, 나날이 객식구만 늘려가는걸 보고도 열불만 낼 뿐 쫓아내지는 않는 것이다. 특히 긴토키가 기억상실증에 걸려 사무소를 팽개치고 사라졌을 땐 직접 그가 일하는 공장주소를 알아내 월세를 핑계 삼아 카구라와 신파치에게 다시 데려오라고 말해줬을 정도다.
한 때 도로미즈 지로쵸의 짝사랑 상대였지만 일개 야쿠자인 처지인 지로쵸가 포기한다. 하지만 이후 10년 동안 절연상태가 되어버린다. '사천왕편'에서 이 둘의 관계가 잘 표현되는데 지로쵸의 칼에 찔린채 남편의 무덤 앞에 쓰러져 있던 그녀를 본 긴토키는 그야말로 눈이 돌아갈 정도로 격노해 그에게 덤벼들었지만 일방적으로 밀리면서 패배했다.
모델은 막말 테라다야(일본어: 寺田屋)의 여주인인 오토세(일본어: お登勢)에서 유래했다.
- 캐서린(일본어: キャサリン)

성우: 스기모토 유우
성우(한국):  정선혜
오토세의 스낵바에서 일하고 있는 천인이다. 하지만 만화에서 천인다운 면모를 보인 적은 단 한번도 없어서 말 안하면 모를 정도이다. 심지어 천인배척활동에 이바지하는 카츠라조차도 캐서린하고는 만났다 하면 코믹스럽게만 얽힌다.
한 때 '캣츠펀치'라는 조직에서 베테랑 금고털이범으로 활동했고 오토세의 가게를 털어 도주하려 했지만 긴토키에게 붙잡힌 뒤에는 체포당해서 징역살이를 한다. 그러다 보석금을 내고 풀려나고 오토세가 자신을 받아주는 걸 보고는 개과천선해서 범죄하고는 완전히 손을 떼버린다. 이후 오토세를 누구보다도 잘 따른다.

## 닌자

#### 어정번중
- 핫토리 젠조(일본어: 服部全蔵)

모델:핫토리 한조(일본어: 服部半蔵)
성우(일본):후지와라 케이지
성우(한국): 최한
어정번중 역사상 가장 위세를 떨친 최고의 닌자였지만 어정번중의 내부분열로 지금은 개인활동 중이다.
현재 치질을 앓고 있으며 그것이 약점이다. 드림 캐쳐(dream catcher) 사기를 실행시킨 닌자이며 치질 때문에 그만뒀다. 긴토키처럼 소년점프 홀릭이다. "난 점프를 사랑해"라고 할 정도이다. 긴토키와 점프 때문에 사투를 벌인 적도 있다. 가족관계로, 아버지가 어정번중의 지위가 높은 분이었는데 다리를 다치고부터는 닌자 양성을 하다가 사망하였다.
현재는 피자배달 아르바이트를 하는데 자주 긴토키의 스쿠터에 치인다. 애니 178화 참고.
- 사이조(일본어: 才蔵)

성우(일본):오오츠카 아키오
비특전대 시노비파이브(일본어: 飛特戦隊シノビ5)
- 고우(일본어: 剛)

성우(일본):하타노 와타루
- 슈와(일본어: 修輪)

성우(일본):에가와 히사오
- 와키 카오루(일본어: 脇薫)

성우(일본):아라이 사토미
- 마츠오(일본어: 松尾)

성우(일본):마츠오 마츠오

#### 살인청부업자
- 사루토비 아야메(일본어: 猿飛あやめ)

さるとび あやめ Sarutobi Ayame
모델:사루토비 사스케
성우: 코바야시 유우
성우(한국): 김선혜
통칭 삿쨩으로, 눈이 매우 안 좋은 어정번중(일본어: 御庭番衆, 닌자계 파)의 엘리트 닌자이다. 실력은 뛰어나지만 시력이 엄청 나쁜 탓에 안경을 벗으면 눈뜬 장님이 된다.
보라색의 긴 머리와 빨간 뿔테 안경을 쓴 모습을 하고 있으며 자주 낫토를 젓는다. 옆에 있으면 낫토의 역한 냄새가 나고 일명 SM을 좋아한다. 자극을 좋아하며 애니에서나 원작에서나 자극적인 말을 자주 해서 긴토키나 신파치한테서 이 만화 짤리게 생겼다는 소리를 자주 듣는다.
임무를 실패하고 적들에게 쫓기던 도중 의도치 않게 긴토키네 사무실 천장을 부수고 그가 자는 방안으로 떨어진다. 이후 쫓기고 있다는 사실을 숨기기 위해 긴토키를 이용하기로 하지만 예상과는 다르게 순순히 속아넘어가 진정으로 도와주는 그의 면모를 보고 첫눈에 반하게 된다. 이후 긴토키의 스토커를 자칭하며 그를 열렬히 사모하고 있지만 항상 무시당하기 일쑤로, 같은 스토커 입장인 곤도하고는 의외로 사이가 나쁜 편이다.
긴토키 이외에 다른 남자들에겐 무척이나 차갑게 대한다. 하지만 같은 어정번중 닌자인 젠조는 예외이다. 겉으로는 사람들이랑 잘 어울리고 떨어져 사는 그를 못마땅하게 여기며 심심하면 시비를 걸 정도로 티격거리는 편이지만 속으로는 그를 어정번중의 리더로 여기며 동경하고 있다. 이런 두사람의 유대감이 잘 부각된 점이 바로 '장군암살'편이다. 이때는 평소의 개그끼마저 싹 감춘채 엘리트 닌자의 위엄을 드러내는가 하면 그렇게 못마땅하게 여기던 젠조를 살뜰하게 챙긴다.
카구라 역시 긴토키와 한지붕 아래 살다보니 질투의 대상이다. 그러나 질투만 할뿐 연적으로는 삼지 않는다. 14살 밖에 안 된 여자애가 서른이 다 되어가는 남자를 이성으로 볼거라는 상상은 하지 않기 때문이다. 게다가 개그를 할땐 함께 망가지기도 한다. 이런 점 때문에 같은 개그캐릭터인 시무라 타에, 야규 큐베, 츠쿠요하고도 쉽게 친해진다.

#### 이가
이가류(伊賀流)를 모델로 하고 있다.
- 핫토리 젠조(일본어: 服部全蔵)

#어정번중 참고

## 예능·매스컴
- 테라카도 츠우(일본어: 寺門通)

성우:타카하시 미카코
성우(한국):김현지
에도를 대표하는 아이돌 가수로, 신파치가 광적으로 좋아한다. 나이는 신파치보다 1살 많은 17살이다. 발표하는 노래마다 하나같이 방송불가언어가 담긴 가사이며 전체적인 내용도 17살짜리 미성년자가 부를만한 노래가 아니다(TV애니에서 방송불가언어는 모두 X처리됐다.). 특이하게도 모친을 매니저로 두고 있다. 부친은 살인죄로 감옥에서 수감생활을 하고 있다. 애니 6화에서 딱 한 번 탈옥을 해서 딸아이의 공연을 보러왔지만 공연이 끝나자 다시 자수를 했고 이후 만화에서 사라졌다. 어미마다 괴상한 단어를 붙이는 츠우어를 사용한다.
- 카토 켄(일본어: カトケン(원작) 일본어: 加藤健(애니메이션))

모델:마츠다이라 켄
성우(한국):이인성
초라한 모습으로 해결사 사무실을 찾아갔다가 현재는 인기(?)가수로 활약 중이다.
- 케츠노 아나운서(일본어: 結野アナ)

성우:나리타 사야카
성우(한국):이소은
오에도 TV에서 일기예보 등을 맡고 있는 아나운서로, 결혼한 지 얼마 안 돼서 이혼한 전적이 있지만 다시 TV에 복귀하였다. 항문을 뜻하는 케츠노 아나와 발음이 같다. 본명은 케츠노 크리스텔(일본어: 結野クリステル) 오에도 TV에서 아나운서를 하고 있지만 사실은 에도 최고의 음양사 가문 케츠노 일가의 사람이다. 몇 달 전 언제나 케츠노 가문을 못마땅하게 보는 시리노 가문과의 화해를 위해 시리노 가문의 당주인 '시리노 도만'에게 시집을 가게 되었는데 아나운서를 그만둔 후 언제나 슬픈 표정을 하고 있어서 그걸 보다못한 그녀의 오빠 '케츠노 세이메이'가 다시 데리고 가 이혼시킨 것이다. 기상캐스터는 복귀했지만 화가 난 도만이 도력으로 일기예보를 방해해 크리스텔의 일기예보와는 반대의 날씨가 계속 이어졌다. 결국 많은 사람들의 질타를 받게 되고 다시 웃음을 잃어가고 있다. 해결사 일가의 활약으로 케츠노 가문과 시리노 가문이 화해하게 되고 그 결과 다시 아침 기상캐스터로 복귀하였다. 별자리 점 코너에서 "오늘 가장 운수가 좋은 사람은 천칭자리에 은발 썩은 동태눈을 하신 분"이라며 긴토키에 대한 감사의 마음을 전하는 모습도 보인다.
- 하나노 아나운서(일본어: 花野アナ)

본명은 하나노 사키(일본어: 花野 咲). 콧구멍을 뜻하는 하나노 아나와 발음이 같다.
- 고에몬(GOEMON)

모델:이시카와 고에몬과 각트
성우:스와베 준이치
성우(한국):홍승표
아이돌 가수 테라카도 츠우와 스캔들이 났던 배우이다.

## 막부

### 진선조
※인물의 유래에 나오는 신센구미는 실제 신센구미(일본어: 新撰組, 신선조)를 일컫는다. 한자는 다르지만 일본어 발음은 같다.
진선조(眞選組)는 에도의 치안을 지키는 무장경찰로, 국장인 곤도 이사오, 부장인 히지카타 토시로, 1번대 대장인 오키타 소고를 중심으로 수십명으로 구성되어 있다. 10번대까지 존재한다. 막부에 속해 있기 때문에 실력, 실적, 권력도 있다. 범인 체포를 위해 폭행과 파괴 활동(특히 히지카타와 오키타에 따른 것들)도 많아서 주위 시선이 차갑다. 때문에 '똘마니 경찰 24시'를 예로 들어서 테라카도 츠우가 1일 국장이 된 적도 있다.
- 콘도 이사오(일본어: 近藤 勲

こんどう いさお Kondou Isao
모델: 곤도 이사미
성우: 치바 스스무
성우(한국): 안장혁
키 184cm 체중 80kg 9월 4일 28세 처녀자리
진선조 국장으로, 지금의 진선조는 오직 곤도를 중심으로 돌아간다는 말이 있을 만큼 대원들의 절대적인 선망을 받고 있다. 리더십, 동료애, 통솔력, 전투력, 무엇하나 빠지지 않지만 그중에서도 가장 손 꼽을 수 있는 점은 어디로 튈지 모르는 4차원들만 모인 대원들의 개성력을 모두 받아준 포용력이다. 하지만 너무 장점만 보는 탓에 쉽게 속아 넘어가는 어리숙한 면모도 꽤 강하다.
이전에는 검술 도장을 경영했고 그 때에 갈 곳이 없었던 히지카타나 오키타 등을 문하생으로 받아들였다. 진선조를 결성한 이후 진선조 대원들을 일으켜 지금까지 그 수를 늘려 준 위대한 인물이다. 몇 차례의 죽음을 넘긴 적이 있어서 일에 즈음할 때는 냉정하고 국장을 통성명할 때에 맞는 실력을 가져서 야규 사천왕 제일의 실력을 자랑하는 토조를 손에 지면서 한 번에 격파할 정도이다. 하지만 좀 무른 성격이라 얼빠진 상태가 흔해 이러한 점이 작품 중에서 보일 기회는 거의 없다. '칼은 사무라이의 혼이다'라고 호언장담하지만 왠지 칼을 잃어 버릴 때가 많다. 연회에서 취한 상태에서 나체가 되거나 제트 코스터의 공포로 일을 보거나 오타에한테 스토커적인 행동을 하거나, 다른 인물보다 저속한 행동이 눈에 띄는 일이 많아서 대원들한테 놀림받는 것처럼 보인다. 게다가 자신을 살해하려는 이토한테도 친구로서 목숨을 걸고 구해주기까지 한다. 게임은 조니(소니 패러디)파로, 온갖 미소녀연애시뮬레이션 게임에 능통하다. 2D세계의 여자라면 수를 셀 수 없을 정도로 많이 연애해봤는데 정작 3D세계인 실생활에서는 전혀 인기가 없다. 이것을 '주변에 너무 잘난 녀석들이 많아서 그런 것' 때문이라고 돌리고 있다.
개그 보정을 많이 받아 개그 캐릭터로 이미지가 굳혀졌지만 때에 따라선 진선조 국장의 위엄을 드러내며 카리스마 있게 돌변할때도 있다. '미츠바편'(TVA 86~87)에선 삐뚤어지는 오키타를 주먹질로 엄하게 다스려 혼을 내는가 하면 '일국경성편'에선 사건과 아무런 연관이 없음에도 불구하고 누명을 쓴 해결사 일행을 구해주기 위해 무기를 전달해주었다. 게다가 '안녕 진선조편'에서는 진선조 해체와 참수형이라는 최악의 위기가 닥쳤음에도 불구하고 자신의 안위보다는 대원들의 반발을 더 걱정하는 모습을 보였다. 그래서 평소 철전지 원수를 졌던 해결사 일행에게 대원들을 잘 부탁한다고 부탁했을 정도.
3학년 Z반 긴파치 선생에서는 풍기위원장이지만 역시 오타에에 대하여 변태적인 행동을 보인다. 그 행위가 7대 불가사의 중 1개로 지정될 정도다.
별명은 '고릴라','고릴'등인데 본인은 싫어하나 자주 불리고 자신을 '고리라13(발음으로 고리라서틴)'이라고부르는등 자신도 고릴라와 닮았다고 생각하는듯하다.
인터넷에서의 별명은 '후루츠 빤스 사무라이'인데 '후르츠 펀치 사무라이'가 별명인 가츠라와 부딪치며 서로의 개명을 요구하며 다툰다.
원래 디자인은 지금의 하세가와였으나 후에 없어지고 지금 것으로 쓰이게 되었다. 이 콘도는 '지금의 콘도와 하세가와를 더해서 나누면 3이 남는' 미묘한 캐릭터인 듯하다.
모델은 신센구미의 국장인 곤도 이사미(일본어: 近藤勇)에서 유래했다.
- 히지카타 토시로(일본어: 土方十四郎)

ひじかた とうしろう Hijikata Toushirou
모델: 히지카타 도시조
성우: 나카이 카즈야
성우(한국): 이주창
키 177cm 체중 64kg 5월 5일생 27세
진선조 부장으로, '귀신부장'이란 말이 있을 만큼 실력이 뛰어나며, 곤도 못지않게 대원들이 잘 따르는 편이지만 실상은 무척이나 시니컬한 이미지로 누구하고도 어울리지 않는 인물이다. 그나마 말이라도 섞는게 곤도, 오키타, 야마자키 정도이다. '야규편'에선 이례적으로 큐베한테 완패를 당한 바 있다. (이 당시 그는 장시간의 치열한 전투로 체력이 급격히 소모된 상태에다 몸에 큰 접시까지 묶여 있어서 움직임이 많이 둔해진 상황이었다. 거기다 줄곧 남자로만 여기던 큐베의 진짜 성별을 알고 약간 당황한 기색이었다.)
자존심은 남들보다 높아서 까다롭지만 이외로 귀찮은 면도 보인다. 누군가를 상대로 호전적이며 눈동자는 항상 열려 있는 상태이다. 한편으로는 눈물도 흘리거나 주변 사람들이 특히 누구도 생각치 못한 장면에서 소리내어 울기도 한다. 기본적으로는 상식인으로 콘도 오키타 일행의 태클 역할을 할 때가 많다.
옛날에는 누구와도 있지 않은 채로 가까운 도장에서 닥치는 대로 싸움을 걸어 여기저기의 사무라이들한테 눈에 띄게 되었다. 그런 중에 콘도가 등용해 준 은혜를 느낀 후에 사모하는 마음을 가져 자신들의 대장이라고 하고 있다. 그가 막부를 지키는 것도 콘도를 위한 것이다. 긴토키의 라이벌적 존재로 다루어지는 경우가 흔해 긴토키와 얼굴을 맞댈 때마다 시비를 걸고 서로 기분이 맞지 않는 상대로 인식하고 있지만 어느 쪽도 유령한테는 못 당하고, 좋아하는 것과 언행이 닮은 면도 있다. 오키타와는 늘 함께 행동하지만 그가 목숨을 노리기거나 변심을 품을 수 있기 때문에 싸움이 끊이질 않는다. 애초부터 벤텐도(닌텐도의 패러디)파로 마리오의 팬이다. 지브리 애니메이션은 '붉은 돼지'파 만화는 주간 소년 매거진파로, 히지카타 자신이 만든 신센구미 규칙인 국중 법도에 '매거진 이외의 만화는 주둔소 내에서 읽지 마라'라는 법도가 존재할 정도이다.
상당한 골초로 늘 담배를 손에서 떼지 않는다. 본인의 말에 따르면 싸울 때도 담배를 피우지 않으면 컨디션이 나지 않는 듯하다. 심지어 에도에서 담배금지령이 내려지자 담배를 위해 전 우주를 돌아다니기도 했다. 술도 마시지만 그다지 센 편은 아니다. 극도의 마요네즈 애호가(일본어: マヨラー)로 라이터도 마요네즈 모양이다. 여러 요리에 마요네즈를 대량으로 뿌려 먹는 '히지카타 스페셜'을 좋아한다. 이런 행동으로 인해 신센구미 내부에서도 비판의 소리가 끊이질 않고 쿨한 외모로 여성한테 인기가 있지만 역시 마요네즈를 먹는 모습을 보면 번번이 떠나간다. 은밀히 오키타 소고의 누나인 오키타 미츠바를 좋아하였으나 자신의 직업과 그녀의 일을 생각한 후에 어렵게 마음을 접었다.  동란편에서 얻은 요도 무라마샤의 저주 때문에 가끔 또 다른 인격인 톳시로 변하는데 이때 평소와는 정반대로 찌질한 성격의 오타쿠가 된다
3 학년 Z반에서도 마요네즈 애호가인 행동은 변하지 않아서 밤의 가사실에서 마요네즈 개량을 하는 모습이 긴타마 고등학교 7대 불가사의 중 하나가 되었다. 업소용의 상당히 큰 마요네즈를 하루에 전부 쓴다. 풍기위원의 부위원장임에도 불구하고, 품 속에는 담배를 숨기고 있다.
원래 디자인은 눈이 맛이 가지 않은(눈과 눈썹의 사이가 가까운) 긴토키의 형태로 원래 설정의 주인공이었다.
모델은 신센구미의 국장과 부장을 이러저러 맡았던 적이 있는 히지카타 도시조(일본어: 土方歳三)에서 유래했다.
- 오키타 소고(일본어: 沖田総悟)

おきた そうご Okita Sougo
모델: 오키타 소지
성우: 스즈무라 켄이치
성우(한국): 최승훈
키 170cm 체중 58kg 7월 8일생 18세
신센구미 1번대 대장으로 눈썹과 눈이 아름다운 미남이지만 내면은 극도로 음흉하며 독설을 내뱉는다. 옛날부터 자기 멋대로 완고한 성격으로 지기 싫어한 적이 있고 적당한 때에 평소처럼 일을 빼먹기도 해서 동료들한테는 '트러블 메이커'라고 불린다. 부정을 용납 못하는 정의감을 갖고 있지만 평소에는 겉으로 드러내지 않는다. 말끝에 '~인데요'('일본어: ~でさァ' '일본어: ~ですぜィ')를 붙이는 에도 토박이 말투가 특징이다. 하지만 누나 미츠바 앞에서는 1인칭이 오레(일본어: 俺)가 아닌 보쿠(일본어: 僕)로 변하고 보통의 오키타와 달리 상상할 수 없을 정도로 착한 아이로 변한다. 미츠바의 영향을 받아 매운 것을 좋아하며 타바스코 소스를 휴대하는 모습을 보이기도 했다.
어릴 적에 콘도를 만나서 그 당시에 도장에 다녔지만 어느 날 갑자기 나타난 히지카타가 콘도와 미츠바와 친하게 지내게 되자 질투하게 된다. 또 히지카타가 미츠바의 마음을 받아주지 않아 그녀의 마음에 상처를 냈다고 여겨 그가 자신의 상관이란 걸 인정하지 못하고 살인미수 수준으로 못살게 군다. 하지만 어디까지나 말만 그러할 뿐, 그가 정말로 위험하거나 상황이 진지할 경우에는 모든 일을 제껴놓고 도와준다. 진선조가 해체되고 대원들이 뿔뿔이 흩어지게 되었을 때도 "당신의 명령을 기다리고 있겠습니다."라고 말했을 정도이다.
밀짚 인형을 이용한 저주와 갖가지 수단으로 요괴 소환 등을 해 봤다. 하지만 이렇게 저렇게 말하면서도 히지카타를 신용해, 히지카타의 의견 사고 이해 관계가 맞아 조수 역할을 한다. 어릴 적부터 콘도한테 신세를 졌기 때문에 진심으로 사모하고, 그가 칼을 향하는 자들에 대해서는 용서 못하고 적이나 자기 편에 관계 없이 배제하려고도 한다. 칼 솜씨는 신센구미 중 누구도 능가하지 못할 만큼 강해 차를 두 동강내거나 야규 사천왕의 한 사람을 쓰러트리거나 총알을 튕겨내거나 야토족인 카무이를 상대하거나 10명 이상의 적을 한 번에 쓰러트리거나 가끔 20명 이상도 쓰러트릴 수 있지만, 보통은 칼보다도 바주카포를 쓸 때가 많다. 은혼 캐릭터북에 따르면 부대 하나를 상대할 수 있는 실력이 있다고도 한다. 범죄자를 잡는 것을 잘 하나 그때 파괴활동을 같이 하기 때문에 언론에서 많은 비판을 받아 신센구미의 이미지를 하락시키는 데에 박차를 가하는 중심 인물이다. (신문에서 새드왕자라고 쓸 정도임)
빈정댈 뿐만 아니라 자타 공인인 강렬한 S(일본에서는 'ドS'로 표기)로 히지카타가 '새디스틱 별에서 온 왕자'라고 야유한 적이 있다. 하지만 S라서 당하는 것에는 약한 편이다. 취침시는 흰 기모노를 입는다. 낮잠을 잘 때는 뚜렷하게 눈이 그려진 빨간 배경의 안대를 착용한다. (이 안대는 실제로 상품화되어 점프 페스타 등에서 팔고 있음) 취미는 여자 격투기 관람으로, 여자끼리 추한 얼굴로 서로 잡고 있는 것을 보고 웃는 것 같다. 카구라와는 늘 으르렁 댈 정도로 견원지간이지만 서로의 힘을 인정하려고 하는 라이벌이기도 하다. 긴토키와는 지긋지긋한 관계에 해당해 그 때문에 경의를 가지는지 긴토키를 형씨(일본어: 旦那)라고 부르며 높임말을 쓴다. 센무(세가의 컴퓨터 게임 중 하나)의 속편을 기다릴 정도의 세가파이다. 만담을 자주 듣는다.
'3학년 Z반 긴파치 선생' 에서는 땡땡이 칠 것 같은 풍기위원으로, 여기에서도 주변 사람들을 조롱하는 등 음흉한 건 여전하다. 히지카타에 원한을 가진 일도 그대로라서 그의 휴대전화로 '만남 사이트', '자살 관련 사이트'에 멋대로 접속하기도 한다. 플레이스테이션 포터블 게임을 하면서 문화제를 보는 등 적당한 언행을 하고 있다.
원래 디자인은 지금의 츠우와 비슷한 여전사인 모양이다. 그때 '우산을 무기로 사용해서 싸운다'라는 설정이 카구라한테 옮겨갔다. 작가는 성격이 뾰루퉁한 느낌이었다고 했다.

모델은 신센구미 1번대 대장을 맡은 오키타 소지(일본어: 沖田総司)에서 유래했다.
- 야마자키 사가루(일본어: 山崎 退)

やまざき さがる Yamazaki Sagaru
모델: 야마자키 스스무
성우: 오오타 테츠하루
성우(한국): 박성태
키 169cm 체중 58kg 2월 6일생 32세
곤도, 오키타, 히지카타를 제외한 진선조 대원중 가장 비중있는 단역이다. 얼굴만 보면 이제 막 20대를 넘긴 것 같지만 실제 나이는 국장인 곤도보다도 4살이나 많은 30대다. 하지만 나이개념을 떠나 진선조를 이끌어가는 세 사람을 상관으로서 진심으로 존경하고 있다.
신센구미의 밀정 역할을 맡으며 우수한 밀정으로 다른 부대와 달리 어두운 소문이 흐르는 곳에 자신이 들어가 밀정 활동을 한다. 그 때문에 여러 문제에 말려들 때가 많다. 자타 공인의 평범한 캐릭터라고 하지만 결코 조직 내부의 '말단'이라는 뜻이 아니고 신센구미에 대해 적잖은 태클을 거는 역할이기도 하다. 모델 이름의 유래대로 남의 의견에 말려들지 않고 냉정하게 사물을 판단하여 통찰력도 우수하다. 어딘가 입이 가볍다는 것이 결점이다.
때로는 상사를 좋아하는 면이 있어 따르며 충실하다는 점에서 히지카타한테 푸념을 늘어놓으면서도 사모하는 모습으로 그가 이끄는 신센구미의 밀정 역할로서 완고한 신념을 갖추고 있다. 자신의 목숨의 위기가 왔어도 감찰로서 히지카타에게 진실을 전하려는 것을 최우선으로 하려고 한다. 해결사에서 일하는 신파치와는 '서로 묘한 상사를 두는 동지'라며 의기투합한다. 10번대 대장인 하라다 우노스케와는 친구사이여서 반말을 쓰는 편 오키타처럼 긴토키를 형님이라고 부른다. 밀정 활동 시에 항상 비상 식량으로 신센구미 소시지를 휴대하고 있다. 밀정 일을 할 때에는 징크스 때문에 오직 팥빵만 먹지만 본인은 팥빵을 싫어한다. 여자에게 잘 이용당하고 잘 차인다. 정이 많다. 일은 충실히 하는 반면 평소에는 틈만 나면 배드민턴을 하고, 근무 시간 중에도 불구하고 배드민턴을 해서 히지카타한테 들켜 혼나기도 한다. 애니메이션에서는 그 취미를 강조한 장면이나 패러디가 보인다. 최근에는 카바디에 빠진 듯하다.
이토가 신센구미에 복귀한 뒤 히지카타의 명령으로 이토의 행동을 뒤에서 조사해서 누구보다 빨리 그 계획을 눈치챘다. 그러나 이 일을 이토 측에서 알아버리고 이토와 같이 있던(실제로는 이용한) 반사이한테 찔려 살해되었다고 생각하지만, 이는 적에 붙은 대원(혹은 대원 행세를 한 양이지사)의 거짓말로 실은 그 의기를 반사이가 마음에 들어해서 살려 주었다. 하지만 찔린 상처가 깊지 않아 사건이 끝날 때까지 어쩔 수 없이 병원에 입원 그 동안 '야마자키가 죽었다'라는 오보가 정착한 뒤 장례식(사실 동시에 진행된 마츠다이라의 개 '푸스케'의 장례식이 주가 됨)에서 히지카타한테 털어 내어 무사히 함께 복귀하게 되었다.
'3학년 Z반 긴파치 선생에서도 풍기위원으로 콘도 일행의 아래에 있다. 밀정업무는 하지 않지만 역시 틈만 나면 배드민턴과 카바디를 해서 히지카타한테 쇠몽둥이질을 받는다. 그 배드민턴 좋아하는 것이 은혼고교 7대 불가사의의 하나에 포함되었다.
모델은 신센구미의 조사 및 감찰을 맡은 야마자키 스스무(일본어: 山崎烝)에서 유래했다. 사가루(일본어: 退)라는 이름은 부정적인 의미가 아니라 한 걸음 물러나 사물을 냉정하게 보는 것으로 돌려라의 의미를 담고 있다.

#### 기타 인물들
- 이토 카모타로(일본어: 伊東鴨太郎)

いとう かもたろう Itou Kamotarou
성우(일본): 마도노 미츠아키
신센구미 참모로 안경을 썼다. 신센구미에 입대하고 나서 아직 1년 밖에 안 된 신참이지만 문무양도로 능력이 꽤 우수한 참모의 위치를 맡고 있다. 국장 콘도를 '콘도 씨'라고 부르고 콘도는 이토를 '선생'이라고 부른다. 검 실력은 북두일도류(北斗一刀流) 면허를 전수받았고, 인텔리 계층이지만 비겁한 면도 있어 오키타한테 지지 않을 만큼의 음흉함이 있어 부장 히지카타와는 서로 죽이고 싶을 만큼 꺼리는 사이다. 그러나 이토한테 무사의 최대 굴욕은 '이해할 수 없다'인 자신의 생각을 히지카타는 누구보다 이해(위험시)하고 있어 그만큼의 평가를 했다. 본성은 무자비한 사고를 가진 독재자로, 신센구미를 뒤에서 자기 것으로 만들려고 했다.
어릴 때 학문·검술이 훌륭하여 '신동'으로 불렸지만, 주위에서 매우 질투하고 좋게 여기지 않아 늘 외톨이였다. 쌍둥이의 동생으로 태어나, 형인 이토 타카히사(일본어: 伊東鷹久)는 건강하게 자란 카모타로과 달리 병약하고 집에서 틀어박혀 있어 허영심이 강한 부모한테서 '차남은 썩어 가는 보물'과 '태어나지 않았으면 좋았을 걸'을 들었다. 그 트라우마 때문에 '고독'과 '혼자'를 싫어하게 되었다. 양이파인 귀병대와 연줄이 있었지만, 귀병대는 단지 신센구미를 괴멸시키기 위한 노리개로 이용했다. 이때 자신의 어리석은 행동의 결과로 왼팔을 잃었다. 배신당하고 나서 또 자신한테 구원의 손길을 내 준 콘도 일행의 모습을 보고 자신의 '정말로 갖고 싶었던 끈 '이 이미 있음을 깨닫고 뒤에서 달려 오는 히지카타와 마주본 일을 서로 인정하게 된다. 하지만 귀병대의 공격에서 콘도 일행을 감싸고 치명상을 입는다. 마지막에는 콘도의 계획대로 히지카타와의 싸움에서 쓰러져 배신자가 아닌 신센구미의 대원으로서 세상을 떠난다.
모델은 신센구미 참모 이토 가시타로(일본어: 伊東甲子太郎)와 신센구미 필두 국장 세리자와 가모(일본어: 芹沢鴨)에서 유래했다.
- 사이토 시마루(일본어: 斉藤終)

아프로 머리와 복면이 특징이며, 소심함이 지나쳐 사람과 대화를 한 마디도 하지 못한다. 대신에 일기를 자세하게 쓰지만, '친구가 되고 싶은 사람'이 사실 그들의 배신자인 것으로 드러난다.
작중에서는 신센구미 3번대 대장으로 등장한다. 예전부터 곤도와 히지카타를 알고 있었으나, 사이토의 소심함을 과묵한 성격으로 알았기 때문에 전투보다는 배신자를 감찰하는 단독 내무조사대인 3번대 대장으로 배치한다. 검술 실력은 신센구미에서 최상급이며, 이는 오키타도 자기보다 강하다며 인정할 정도이다.
위장한 카츠라가 3번대 부관에 임명된 이후, 그와 친해지고 싶어서 해결사 일행에게 본인의 소심함을 극복하기 위한 의뢰를 한다. 가츠라가 사이토를 배신 혐의로 모함하지만, 여러 대원들의 비밀을 알고 있었기 때문에 폭로에 겁먹은 대원들이 급히 무죄로 결론을 지었다. 후에 가츠라와의 결투 후에 본인의 소심함을 다른 방법으로 극복한다.
Z라고 말하면서 갑자기 잠드는 버릇이 있다.
모델은 실제 신선조의 3번대 대장이었던 사이토 하지메(일본어: 斎藤一)에서 유래했다.
참고로 이토파의 대원 중에서 3번대의 인물도 있었다.
- 하라다 우노스케(일본어: 原田右之助)

성우(일본): 미야케 켄타
대머리에 수염이 난 거한으로, 10번대 대장이다. 작가 본인이 제대로 그리는 얼마 안 되는 장면의 대원의 한 사람으로, 히지카타가 차를 이용할 때에 같이 타서 운전하는 경우가 많다. 영화 '에일리언 대 야쿠자'를 보고 히지카타와 함께 울었던 적이 있다. 동료인 야마자키와 사이가 좋은 듯하다. 애니메이션에서는 이름이 공개된 이후에 원작에도 약간 더 나온 느낌이 든다.
모델은 신센구미 10번대 대장 하라다 사노스케(일본어: 原田左之助)에서 유래했다.
- 사사키 테츠노스케(일본어: 佐々木鉄之助)

성우(일본): 이토 켄타로
진선조 보좌이자, 명문가 사사키가의 둘째 아들이다. 첩의 자식에서 태어났다는 이유로, 집안 사람들은 물론이고 이복형 이사부로에게는 짐짝 취급을 당하기 일쑤다. '바라가키편'에서 처음 등장했고 우연히 히지카타의 직속부하가 된다. 경찰에 대한 사명감이라고는 이만큼도 찾아볼수 없는 경거망동한 행각들을 일삼으며, 날마다 히지카타의 속을 끓여댔지만 그가 자신을 모욕하는 이사부로에게 정면으로 도전하는 걸 보고는 위험하다며 걱정하기 시작했고, 이후 자신을 짐짝이 아닌 한 명의 인간으로 대해주는 그에게 엄청난 감명을 받아 그의 말이라면 무조건 복종한다. 또 곤도로부터 히지카타도 실은 자신과 같은 집안 사람들에게 무시당하던 사생아 출신이란 걸 알게 되면서, 체키라웃당 조직원들에게 사로잡혔을 때 본인보다는 자신을 더 걱정해주는 그를 보면서 진정으로 그를 따르게 된다. 이후 '영혼교체편'에서 어울리지 않게 늦잠을 자는 히지카타(의 몸 속에 들어간 긴토키)를 깨우러 가는 것으로 오랜만에 재등장을 했다. '장군암살편' 이후 진선조가 해체되면서 허드렛일을 하다가 '안녕 진선조편'에서 재등장한다. 그리고 그렇게 싫어하고 무서워하던 이복형 사사키 이사부로를 부축해주며 구해준다. 그것도 이마이 노부메와.
- 이나야마(일본어: 稲山)

성우(일본): 히라노 토시타카
신센구미 주둔소에서 '빨간 기모노의 여자'의 괴담을 한 남성이다. 단순한 조역으로 등장한 가능성이 높다.
모델은 일본의 심령 체험가 이나가와 준지(일본어: 稲川淳二)에서 유래했다.
- 시노하라 신노신(일본어: 篠原進之進)

야마자키와 같이 신센구미의 감찰 역할(밀정)을 맡고 있다.
모델은 신센구미의 조사 및 감찰을 맡은 시노하라 다이노신(일본어: 篠原泰之進)에서 유래했다.

##### 작품에 나오지 않은 대원들
1번대 대장의 오키타 이외의 각 대대장과 관련 인물이 제 9화 등에서 등장하고 있으나, 이들의 이름은 애니메이션에서 지정한 하라다 우노스케(10번대 대장)를 제외하고 알 수 없다.
- 나가쿠라 신시치(일본어: 永倉新七)

2번대 대장 모델은 신센구미 2번대 대장 나가쿠라 신파치(일본어: 永倉新八)에서 유래했다.
- 스기하라 추지(일본어: 杉原忠司)

4번대 대장 모델은 신센구미 4번대 대장 마쓰바라 주지(일본어: 松原忠司)에서 유래했다.
- 다케다 간넨사이(일본어: 武田観念斎)

5번대 대장 모델은 신센구미 5번대 대장 다케다 간류사이(일본어: 武田観柳斎)에서 유래했다.
- 이노우에 겐지로(일본어: 井上源二郎)

6번대 대장 모델은 신센구미 6번대 대장 이노우에 겐자부로(일본어: 井上源三郎)에서 유래했다.
- 오카 산주로(일본어: 丘 三十郎)

7번대 대장 모델은 신센구미 7번대 대장 다니 산주로(일본어: 谷三十郎)에서 유래했다.
- 도도 보코스케(일본어: 藤堂凹助)

8번대 대장 모델은 신센구미 8번대 대장 도도 헤이스케(일본어: 藤堂平助)에서 유래했다.
- 니키 지로(일본어: 二木二郎)

9번대 대장 모델은 신센구미 9번대 대장 스즈키 미키사부로(일본어: 鈴木三樹三郎)에서 유래했다.
- 요시무라 오레타로(일본어: 吉村折太郎)

신센구미의 감찰(밀정) 모델은 신센구미의 조사 및 감찰을 맡은 요시무라 간이치로(일본어: 吉村貫一郎)에서 유래했다.
- 마츠다이라 카타쿠리코(일본어: 松平片栗虎)

모델: 마츠다이라 카타모리(일본어: 松平容保), 겉모습 모델: 로버트 드 니로
막부 경찰장관을 맡고 있고 딸인 마츠다이라 쿠리코가 있다. 콘도 이사오를 비롯한 진선조 대원들에게는 '선생님((마츠다이라 노) 톳찬)'이라고 불린다. 쇼군과는 절친한 사이 술과 여자를 좋아하고 딸에게 관심있는 남자들을 죽이려는 과격한 모습도 보인다.

### 회조
미마와리구미(일본어: 見廻組)는 시골뜨기 출신들인 신센구미와 달리 명문집안으로부터 엘리트들만 모아 결성된 경찰집단이다. 제복 디자인도 신센구미와 똑같지만 색깔은 그들과 대비대는 흰색이다.
이들의 모델은 막부 말 신센구미와 대립했었으며 사카모토 료마가 암살당한 오미야 사건의 주모자들중 하나로 예측되고 있는 '교토 미마와리구미'(일본어: 京都見廻組)이다. 아래의 두 명도 각각 사사키 다다사부로(일본어: 佐々木只三郎)와 이마이 노부오(일본어: 今井信郎)를 모델로 하였다.
- 사사키 이사부로 (일본어: 佐々木異三郎)

성우(일본): 모리카와 토시유키
견회조 국장으로, 명문 사사키 가문의 자제이다. 진선조의 사사키 테츠노스케와는 엄마가 다른 이복형제 지간이다. 하지만 그에게 테츠노스케란 가족이 아닌 조속한 시일내에 없애버려야 하는 짐짝에 불과하다. 또한 검술실력도 무척이나 뛰어나 고작 어깨에 상처하나 입는 것으로 히지카타 토시로를 만신창이로 만들어놨을 정도이다.
과거에는 임신한 아내를 둔 평범한 남자였지만, 아내와 갓 태어난 아기는 천도중 직속부대 '나락'에게 무참하게 살해당했고 그 현장에 있던 무쿠로라는 여자를 복수에 이용하기 시작한다. 하지만 나중에 무쿠로가 처자식을 죽인 게 아니란 걸 안 후에는 정말로 딸처럼 아끼고 잘해준다. '안녕 진선조편'에서 큰 부상을 입고 노부메와 테츠노스케의 부축을 받으며 탈주선까지 왔지만 두 사람을 지키려 했던 그는 두 사람만 먼저 태우고는 본인은 잔당을 쓸어버리는 사이 탈주선의 계단이 폭격으로 무너지면서 아래로 떨어지고 만다. 시체는 나오지 않았지만 정황상 사망이 명확하다.
- 이마이 노부메 (일본어: 今井信女)

성우(일본): 히라노 아야
견회조 부장으로, 10대 후반 정도로 보이는 어린 소녀의 얼굴을 하고 있지만 눈에는 생기가 없으며 머릿속에는 사람을 베어버릴 생각만 가득차 있다. 전투력도 무척이나 뛰어난 편인데, 이사부로의 말에 의하면 한 번 마음먹고 검을 휘두르면 그 자리에 있는 모든 사람을 다 베어버릴 때까지 절대로 멈추지 않는다고 한다. '일국경성편'에선 지붕 위에 자객들을 검만 휘두른채 순식간에 베어버렸을 정도이다.
본명은 무쿠로이며 어릴 때부터 암살자로 자라온 탓에 천도중에서도 서열 3위에 들만큼 뛰어난 실력을 가졌다. 오보로에게서 이사부로와 그의 가족들을 모두 죽이라는 명령을 받지만 이를 따르지 않고 대신 정말로 그의 아내와 아이를 죽이려드는 자객들을 모조리 쓸어버린다. 하지만 때는 이미 늦었고 이 일로 이사부로에게 엄청난 죄책감을 가지게 된 것이다. 과거를 회상하고 난 후에는 죽어있던 눈빛에 생기가 돌기 시작한다. 긴토키가 단 것을, 히지카타가 마요네즈라면 사족을 못쓰는 것처럼 마찬가지로 도넛을 굉장히 좋아한다. 그 중에서도 폰데링 도넛 마니아이다. 싸움을 하다가도 도넛이 보이면 빛의 속도로 달려들어 먹어버린다.
'낙양결전'편에서는 미마와리구미의 제복이 아닌 다른 옷을 입고 있는데, 이사부로의 죽음과 흑승도 사건의 여파로 미뫄와리구미 역시 해체됐고 적임에도 불구하고 자신들을 구해주는 곤도에게로 갈아타기까지 한 대원들까지 나오면서 자신은 더 이상 부장 자격이 없다고 생각해 미마와리구미 부장을 그만둔 것이다. 이후 지하도시 아키바에 사무소를 차린 요로즈야에게 의뢰할 것이 있다며 나타났고 그들이 막부군한테 포위당했을 땐 시간을 벌어주기까지 했다.

### 야규 가문

#### 야규 일문
- 야규 큐베(일본어: 柳生九兵衛)

모델: 야규 주베
성우(일본): 오리카사 후미코
야규 가문의 외동딸이다. 어머니는 태어나자마자 죽었고 아들이 없어서 야규가의 차기 당주자리에 공백기가 생기게 되는데, 아버지는 후처를 들이라는 친척들의 제안도 거부한채 그저 당주자리를 물려주겠단 심산으로 딸아이를 아들로 키운다. 그래서 생물학적 성별은 여자이지만 하는 행동이며 그 속내는 완전히 남자랑 다를 바 없었다. 이 때문에 어릴 때는 동네 아이들로부터 따돌림을 당했고 그 따돌림으로부터 구원의 손길을 내밀어준 오타에와 가까워졌고 이후 빚쟁이들의 행패에 시달리는 그녀를 구하기 위해 빚쟁이들과 맞서다 한 쪽 눈의 시력을 잃는다. 오타에와 결혼하기 위해 집으로 데려오지만 요로즈야 긴짱과 진선조의 합동공격으로 실패한 뒤에는 그녀하고는 친구사이로만 남는다. 처음 등장했을 때만 해도 진선조 귀신부장으로 악명 높은 히지카타 토시로를 상처하나 입지 않고 쓰러뜨릴만큼 최강자의 면모를 과시하며 무척이나 카리스마 넘치는 캐릭터인 것으로 비춰졌지만 이후에는 기다렸다는 듯이 망가진다. 가끔 여성스럽게 머리를 묶고 나올 때가 있다.
- 야규 빈보쿠사이(일본어: 柳生敏木斎)

큐베의 할아버지이다. 키는 어린아이만큼이나 작지만 검술 실력만큼은 야규 가의 최고 검호라고 칭송받을만큼 뛰어나며 큐베조차도 할아버지 단계를 넘어서진 못했다고 말할 정도이다. '야규편'을 기점으로 자신의 교육방침이 잘못됐다는 걸 깨닫고는 손녀가 여성스럽게 변해가는 걸 보고만 있다.
이름에 걸맞게 빈곤해보이는(빈보쿠사이) 행동을 자주 하는데 예를 들어 땅에 떨어진 오타에의 다크 매터(불쌍한 계란) 요리를 주워먹거나 폐품같은 걸 주워담으며 다닌 적도 있다.
- 야규 코시노리(일본어: 柳生輿矩)

큐베의 아버지이다. 야규 가문을 세레브라고 생각하여 고양이를 안고 다니지만 사실은 고양이 알레르기가 있다. 항상 큐베에게 세레브로서의 자각을 잊지 말라고 말하며, 아버님(치치우에)이 아니라 파파님(파파우에)라고 부르라며 다그치기 일쑤다.

#### 야규 사천왕
구성원들 이름은 모두 카와시타 미즈키가 그린 만화 딸기 100%의 히로인 이름을 패러디 하고 있다. 또 이들은 '야규'편이 끝난 이후로는 토조를 제외하고는 모두 만화에서 사라졌다가 '최종장'에서 다시 등장한다.
- 토조 아유무(일본어: 東城歩)

모델: 토조 아야
성우(일본): 유사 코지
야규 사천왕 동의이자 리더이다. 사천왕 리더에 걸맞는 뛰어난 검술 실력을 갖추었지만 생긴 것과는 다르게 심한 작은 도련님(큐베) 컴플렉스를 앓고 있다. 오래전부터 큐베의 모든 것을 다 봤기 때문에 큐베에 대해서는 모르는 것이 없으며 일기장에도 온통 큐베 이야기로만 도배해뒀을 정도이다. '야규'편이 끝나고 나서도 큐베와 함께 룸살롱 접대부 일에 적극적으로 동참하는가 하면 그녀가 여성스러워지는 모습을 보기 위해 남몰래 그녀의 방에 여성용 옷들을 걸어놓는가 하면 그녀가 성전환 수술을 고민중이라고 오해하는 바람에 요로즈야를 찾아와 도움을 요청한 적도 있다.
니시노 츠카무(일본어: 西野摑)
모델: 니시노 츠카사
성우(일본): 소노베 요시노리
야규 사천왕 서의로, 전형적인 힘 쓰는 캐릭터이다. 오키타와 카구라가 합동으로 펼치는 달걀 공격을 맞고 오키타와 함께 아웃된다. 덩치에 맞지않게 어린이 런치 세트를 매우 좋아한다.
- 미나미토 스이(일본어: 南戸粋)

모델: 미나미토 유이
성우(일본): 미도리카와 히카루
야규 사천왕 남의이다. 스스로 잘생겼다고 생각하는 편이지만 별다른 특징도 없고 포스도 없는 탓에 다른 사천왕들에게 종종 무시당하기 일쑤이다. 오키타와 대적하게 되지만 기막힌 사디스트 면모를 가진 그에게 일방적으로 밀리다가 '약한 자는 필요없다'는 철칙을 내세운 토조에 의해 사천왕 중 가장 먼저 어이없게 아웃당한다.
- 키타오오지 이츠키(일본어: 北大路斎)

모델: 키타오오지 사츠키
성우(일본): 하마다 켄지
야규 사천왕 북의이자 사천왕중 최강자로 손꼽히는 실력자로, 히지카타와 비슷한 캐첩 마니아다. 하지만 코믹스럽게 패배한 다른 사천왕들과는 달리 제대로 자세를 잡고 맞서며, 사천왕 자리에 앉은 강자답게 그의 싸움패턴을 단번에 궤뚫어보고 손쉽제 제압해버린다. 그러나 그의 엄청난 근성만큼은 이겨내는데 실패하고 아웃당한다.

#### 기타
- 오타키(일본어: お滝)

성우(일본): 시라이시 료코
타에에게 집안 살림을 가르치는 야규가의 사용인이다.

### 쇼군 가문
- 토쿠가와 시게시게(일본어: 徳川茂茂)

성우(일본): 오노 유키
모델: 도쿠가와 이에모치
현재 토쿠가와 막부의 쇼군이지만 천인들의 침략으로 그 지위가 약해졌다. 애완 동물로 루리마루(일본어: 瑠璃丸)라고 하는 장수풍뎅이가 있다.
세상물정을 모르는 탓에 서민들 문화에 관심이 많다. 그래서 수영장, 룸살롱, 미용실, 스키장 등 시민들이 즐기는 곳을 돌아다니는 편이지만 항상 뒤끝은 좋지 못하다. 하지만 험악한 일을 당하는 동안에도 일체 감정표현을 하지 않는가 하면 자신에게 굴욕감을 안겨준 이들을 한번도 처벌하지 않는 등 고위공직자 답지 않은 대인배스러운 면모를 갖추었다. 팬들 사이에선 '쇼군 나오는 편은 전부 다 재밌다'(예시로 쇼군카요!)라는 말이 있을 만큼 개그보정을 받고 있지만, 일국경성편에선 큰아버지를 역적으로 간주하며 에도의 모든 경찰 병력을 동원시켜 체포명령을 내리는 등 이례적으로 쇼군의 위엄을 드러낸다. 뿐만 아니라 자신과 여동생을 자식처럼 거두어준 마이조의 상처를 알고는 누구보다도 상심해 하며 그에게 머리를 조아리는가 하면, 일이 다 끝나고 나서는 요로즈야와 진선조와 짜고 깡통차기 소동을 벌여 마이조를 요시와라로 가게 해 스즈란과 만나게 해준다. 훗날 '장군암살'편에서 암살당한다. 그의 죽음은 진선조 해체라는 충격적인 전개의 시발점이 된다.
- 소요 공주(일본어: そよ姫)

시게시게의 여동생으로, 오빠와 마찬가지로 세상물정에 대해 호기심이 많다. 어느날(TVA 15) 남몰래 에도성을 빠져나와 세상을 돌아다니다 카구라를 만났고 함께 어울리는 동안 그녀와 절친한 친구가 된다. 한 나라의 공주이기는 하지만 기본적으로 장난을 좋아하는 10대 소녀이기 때문에 성안에 틀어박혀 있는걸 매우 따분해한다. 그래서 보모 노릇을 하는 마이조에게는 날마다 온갖 투정을 다 부리지만 그의 상처를 알고는 그간 투정부리던 철없던 행동들을 반성하고 진정으로 그를 도우려 든다.
- 토쿠가와 사다사다(일본어: 徳川定々)

성우(일본): 키베 키미요시, 하시 타카야
모델: 도쿠가와 이에사다
선대 쇼군이자 시게시게와 소요의 큰아버지로, 천인에게 나라를 팔고 조카를 꼭두각시로 내세워 그 누구도 막부의 지배자로 손을 못대게 한다. 또 여담으로 여자를 자신의 욕구를 푸는 도구로밖에 여기지 않는다. 요시와라의 기녀 스즈란을 떠올릴 때도 침을 질질 흘리며 능욕스러운 말도 서슴지 않게 내뱉은게 그 증거이다. 마이조와 스즈란이 사랑에 빠져 도망치려 한다는 사실을 알고는 그의 한쪽 팔을 잘라 또 한 번 스즈란을 만나면 그때는 가차없이 죽이겠다고 협박한다. 그러다 요로즈야와 츠쿠요, 노부메에게 추궁을 당하게 됐을 때에도 반성의 기색없이 그들을 바닥을 기는 자라고 평가한다. 그러다 시게시게의 권력으로 에도의 모든 경찰병력에게 쫓기게 됐을 때에도 뉘우침의 모습은 보이지 않고 오보로와 급히 탈주선으로 대피한다. 하지만 탈주선은 이미 츠쿠요와 노부메에게 빼앗겼고 오보로와 따르던 막부의 병사 역시 긴토키가 위장한 것이었다.
탈주선을 지키고 있어야할 병사들은 모두 츠쿠요의 쿠나이에 찔려 살해당해 있었고 오보로도 긴토키를 상대하느라 정신이 없는 상황으로, 결국 일방적으로 츠쿠요에게 제압당하는 신세가 된다. 이후 긴토키의 이중계략에 휘말려 오보로의 독침탄에 찔리고 말았고 결국 나라의 파장을 조장한 역적으로 몰려 체포당해 감옥에 투옥된다. 그리고 돌연 나타난 어떤 남자와 마주하는데 자신의 잘못을 물어오는 그에게 끝까지 자신이 잘못한 게 없다고 펄쩍 뛴다. 그러다 그 남자에게 살해당했고 이후 밝혀진 남자의 정체는 귀병대 수장 다카스기 신스케였다.
- 토쿠가와 모리모리(일본어: 徳川盛々)

성우(일본): 시라이시 료코

### 히토츠바시 가문
- 히토츠바시 노부노부(일본어: 一橋喜々) / 도쿠가와 노부노부(일본어: 徳川喜々)

성우(일본): 나미카와 다이스케
모델: 도쿠가와 요시노부
시게시게를 타도하려는 히토츠바시파의 수장으로, 처음 등장한건 '사신편' 후반이다. 이케다 야에몬의 목을 베면서 신스케와 모습을 드러냈고 이후 '장군암살'편에서 조연으로 등장한다. '안녕 진선조'편에서 본격적으로 활약을 시작한다. 죽은 시게시게의 뒤를 이어 새로운 쇼군으로 부임했고 이후 기다렸다는 듯이 곤도와 마츠다이라에게 참수형을 내린 후 흑승도에 있는 감옥에 수감시킨다. 게다가 두 사람의 처형식에는 곤도의 부하 히지카타를 경비원으로 내세우려고 하는가 하면 자기 기분이 나쁘다는 이유로 술집아가씨들을 칼로 베어버리는 온갖 악행을 서슴지 않는다. 그러다 흑승도에 있어야할 죄수들이 탈출한 것과 자신을 따르던 견회조까지 배신을 하고 진선조와 연합을 했단 사실을 알게 된 후 두 경찰집단을 모조리 해체시켜 버린다.
'낙양결전'편에선 자신의 야망을 망쳐버린 긴토키와 카츠라가 타고 있는 쾌원대 함선을 포위하며 위협했지만 오히려 그들에게 뒷통수를 맞아버리면서 순식간에 포위당한다. 이후 자신을 위협하려든 긴토키와 카츠라, 사카모토 일행에게 저주를 퍼부어대지만 한카이에게 세뇌당한 부하들을 무작정 공격하기보다는 끝까지 지켜내는 쪽을 택하고 세뇌당한 부하들에게 당할뻔한 자신을 구해주는 사카모토의 면모를 알게 된 후에는 점차 생각을 바꿔나가기 시작한다.
변화가 뚜렷하게 나타나기 시작한건 최종장이다. 카구라가 장난으로 타바스코와 마요네즈를 고로케위에 범벅을 해놓은 걸 알고도 화를 내기는커녕 이것은 원래 이렇게 먹는 음식이냐며 단숨에 먹어치우는가 하면 그간 멸시만 하던 카츠라와 사카모토를 부하로 대동하고 한 나라를 이끄는 정이대장군 자격으로 천도중으로부터 우주를 해방시키려는 해방군과 협상을 시도하는 등 그간의 망나니 기믹은 싹 감추고 진정한 지도자로 거듭난 모습을 보여주었다. 이를 통해 그를 경멸하던 사람들의 시선 역시 점차 달라지기 시작한다. 원작 648화에서 양이지사 3인방이 황자를 제압하고 있을 때 나타나 무의미한 피는 더 이상 흘리지 말라고 일갈을 날리며 전투를 완전히 끝내버렸고 그 다음화인 649화에선 처음으로 얻은 진정한 친구인 카츠라와 사카모토에게 유언을 남기고 사망했다. 이로써 그는 은혼내에서 5번째 사망자가 됐다.
- 히토츠바시 나리후유(일본어: 一橋斉冬)

- 히토츠바시 나리나리[31](일본어: 一橋斉々)

성우(일본): 사하라 마코토
모델: 도쿠가와 나리아키

- 네즈(일본어: 根津)

성우(일본): 나가타 마사야스

### 도신&오캇피키
- 코제니가타 헤이지(일본어: 小銭形平次)

성우(일본): 이시즈카 운쇼
모델: 제니가타 헤이지
하드보일드라는 말을 입에 달고 살며 얼굴이나 말투를 보면 경찰 생활을 오랫동안 해온 베테랑의 면모가 물씬 풍기지만, 실상은 날마다 근무를 땡땡이치고 클럽에 놀러가기 일쑤이며 이렇다할 성과도 없는 긴토키와 하세가와랑 하나도 다를 것이 없다. 어릴 적 가족이 몰살당할 당시 유일하게 자신을 구해준 의적 '여우'를 찾기 위해 요로즈야에게 의뢰를 하며 처음 등장했고, 이후 '사천왕'편에서 피라코와 사이고 무리를 쓸어버리며 재등장했다. 그리고 '안녕 진선조'편에선 상관의 참수와 노부노부의 막장 행각에 뚜껑이 열리기 일보직전이었던 히지카타를 여러모로 신경써주는가 하면, 감옥에 갇힌 곤도와 마츠다이라, 카츠라를 구하기 위해 요로즈야와 타에와 동행해 흑승도로 날아가는 개그캐릭터 답지않은 경찰의 위엄을 드러내기도 했다. 코믹스에서는 '후요'편에서도 엑스트라로 등장해 활약을 했지만 애니에서는 '후요'편이 '야규'편보다 먼저 방영되었기에 등장하지 않았다.
- 하지(일본어: ハジ)

성우(일본): 히가 쿠미코
모델: 하치
코제니카타의 직속부하이자 조수로, 코제니카타가 카부기쵸 사천왕 무리를 쓸어버릴 때도, 진선조 대원들을 데리고 흑승도로 향할 때도 동행했다. 코믹스에서는 제대로 묘사되지 않았지만 애니에서는 신파치와 비슷한 나이대의 여자아이로 나온다.

### 천도중
- 간부

#### 텐쇼인 나락
- 오보로(일본어: 朧)

성우(일본): 이노우에 카즈히코(성인), 유키 아오이(어릴 적)
텐쇼인 나락의 준 수령으로, '일국경성'편에서 사다사다의 충신으로 처음 등장한다. 긴토키와는 이미 양이전쟁 때 만난 적이 있다. 덕분에 긴토키의 평생의 트라우마인 쇼요선생 이야기를 꺼내면서 일방적으로 제압해버렸고 독침까지 날려 완전히 무력화 시켜버린다. 하지만 신센구미와 미마와리구미가 단합을 한 것도 모자라 시게시게의 명령으로 에도에 있는 모든 경찰병력이 총출동하자 일시적으로 후퇴를 한다. 이후 사다사다를 탈주선에 태우면서 뒤에서 보좌하는 병사(긴토키)에게 목적지는 요시와라라고 하지만 비밀리에 준비해둔 탈주선이 적들에게 빼앗긴 걸 보고 당황해하는 사이 변장해있던 긴토키와 재대결을 펼치지만 이번엔 자신의 계략을 모두 알아버린 긴토키가 일방적으로 밀어붙이는 바람에 완벽하게 패배한다. 이후 멀쩡하게 회복되어 다시 살아나서는 견회조 부장 '이마이 노부메'라는 이름으로 살아가고 있는 같은 천도중 동료 '무쿠로'와 재회한다.

### 이케다 가문
- 이케다 아사에몬(일본어: 池田朝右衛門)

모델: 야마다 아사에몬(일본어: 山田浅右衛門)

### 그 외
- 롯텐 마이조 (일본어: 六転舞蔵)

성우(일본): 지바 시게루(노년기), 토쿠모토 에이이치로(젊을 적)
모델: 로텐마이어
선대 쇼군 사다사다와 현대 쇼군 시게시게를 모시는 심복으로, 지금은 소요공주의 보모일을 하고 있다. 어느 날 사다사다에게 이용당하고 슬픈 얼굴을 하고 있는 스즈란에게 첫눈에 반해 그녀에게 손수건을 건네주는 것으로 사랑을 이어나간다. 하지만 사다사다로부터 스즈란을 죽이라는 명령을 받았지만 이미 사랑에 빠져버린 후였기에 암살을 하는 대신 두 사람은 보름달 아래에서 서로의 머리카락 한 올을 새끼손가락에 묶은 다음, 다음 보름달이 뜨는 날 만나자는 약속을 한다. 그러다 사다사다에게 들통나면서 한 쪽팔이 잘려나갔고 이후 몇 십 년이 걸리더라도 그녀와 다시 만나기 전까지는 살아있겠단 굳은 결심을 한다. 이후 아무에게도 이 이야기를 하지 않다가 소요에게만 동화라는 핑계로 살짝 이야기해 주었다. 사태가 끝난 어두운 밤, 요로즈야와 신센구미, 쇼군남매가 주최하는 깡통차기에서 시게시게의 명령으로 술래가 되었고 요시와라로 달려가 노파가 된 스즈란과 만난다. 이후 젊은 시절로 돌아가 영원한 사랑을 맹세한다.
- 킨야(일본어: 禽夜)

성우(일본): 사카구치 코이치
우주 해적 하루사메와 손을 잡은 천인이다.
- 토오야마 친타로(일본어: 遠山珍太郎)

성우(일본): 와타베 타케시
엘리자베스를 가둬서 카츠라를 잡으려고 하는 인물이다.

## 요시와라
- 세이타 (일본어: 晴太)

히노와의 아들로, 태어나자마자 버려졌고 이후 자신을 거두어주던 할아버지마저 병으로 세상을 떠나 고아가 된 후에는 범죄자로 전락한다. '요시와라편' 첫 화에서 긴토키의 지갑을 소매치기하며 처음 등장했고, 역으로 자신의 지갑을 뺏긴 일을 계기로 긴토키와 안면이 트였다. 소매치기를 하면서까지 돈을 모으는 이유는 지하도시 '요시와라'(吉原)를 대표하는 최고의 기녀이자 자신을 낳아준 생모 히노와를 만나기 위해서이다. 이를 알게 된 오토세는 "그런 방식으로 돈을 가져다주면 엄마가 좋아할것 같느냐."며 차라리 자신의 가게에서 일하라고 했다. 이후 오토세의 술집에서 일하는 사이, 점차 범죄의 늪에 찌든 고아에서 파릇파릇한 꼬마소년으로 변하고 요로즈야와 요시와라로 오게 된다. 하지만 곧 백화의 기녀들에게 사로잡히는 신세가 벌어졌지만 요시와라에서 소란이 벌어지는 사이 남몰래 도망치다가 뜻하지 않게 카무이를 만났다. 이후 그를 따라서 엄마가 있는 창고 앞까지 오게 된다.
- 호우센 (일본어: 鳳仙, 夜王 鳳仙)

요시와라의 지배자이며 일명 야왕 호센으로도 불린다. 한때 야토의 정점에 섰던 인물이며, 실력은 카구라의 아버지인 바다돌이와 어깨를 나란히 할 정도도 카구라의 오빠인 카무이의 스승이기도 하다. 요시와라의 여자들의 자유와 희망을 억압하며 군림하던 사람이었으나 지금은 요시와라의 구세주(=해결사들)로 인해 그의 시대는 끝났다. 긴토키와의 전투 끝에 패배하여 죽는다.
- 히노와 (일본어: 日輪)

요시와라의 아름답고 고귀한 존재로 요시와라의 정신적 지주. 오래전 갓난아기였던 세이타를 버린 인물이다. '요시와라편' 초반만 해도 영락없는 세이타의 생모로 비춰졌으나 실은 그녀는 그저 아이를 버리는 역할이었고 생모는 따로있었다. 세이타를 낳은 여자는 아이를 낳고 얼마 안있어 죽어버렸고 이후 히노와는 고귀한 생명을 요시와라에서 썩힐순 없다는 생각에 목숨을 걸고 아이를 지상으로 빼돌린 것이다. 카무이의 도움으로 달려온 세이타와 만나는데는 성공하지만 호우센에 의해 발목을 다쳐 걸을 수 없게 된 상황. 그러나 세이타에게 업혀서 요시와라를 벗어나기 시작했고 그후에는 세이타를 자신의 아들로 받아들인다. 호우센이 죽고 요시와라에 햇빛이 들어오고 나서부터는 기녀 분장을 모두 지우고 평범한 여자가 된다. 다리를 다친탓에 휠체어를 타고 있다.
- 츠쿠요 (일본어: 月詠)

히노와를 지켜주고 있고 요시와라 자경단 백화(일본어: 百華)의 대장이다. 왼쪽 뺨과 이마에 흉터가 있다. 어린 시절 요시와라에 오게 된 뒤 히노와에게서 도움을 받자 그녀를 지키기 위해 얼굴에 상처를 내어 여자로서의 가치를 없앤다. 처음 등장했을 때만 해도 쿠나이만으로 요로즈야와 세이타를 단번에 위협했지만 알고보니 그 쿠나이는 모두 가짜였다. 사실 세이타를 탈출시키라는 히노와의 부탁을 들어주기 위해 자작극을 벌인 것이다. 이후 미리 준비해둔 탈출로로 안내하며 요시와라에서 도망칠 것을 권하지만, 지배당하는 요시와라를 바로잡으려는 요로즈야의 굳은 의지에 반해 그들과 일시적으로 동맹을 맺는다. 야왕이 죽고 요시와라에 평화가 찾아오면서 그 이후에 벌어진 때아닌 마약유통사건까지 함께 해결하는 사이 긴토키와는 꽤나 가까워진다.
이름의 모델은 일본 신화에 등장하는 쓰쿠요미(혹은 쓰키요미, 일본어: ツクヨミ, 月読)다.
- 지라이아 (일본어: 地雷亜)

과거 어정번중의 일원이었으나 내부분열을 일으킨 장본인으로, 위험한 성격으로 인해 그곳에서 추방당했다. 요시와라 자경단 백화의 초대 두령이자 츠쿠요의 스승이다. 본명은 토비타 단조(일본어: 鳶田段蔵)이며 일명 '거미손 지라이아'라고도 불린다. 자신을 혹독하게 망가뜨리며 목표물을 아름답게 살찌워서 죽여야 허무함과 쾌감을 느끼는 인물이다. 그래서 츠쿠요를 납치해 그녀의 얼굴에 상처를 내려 하지만 긴토키의 동야호에 손목을 관통당한다.
이름의 모델은 에도 시대 후기의 교재에 등장하는 가공의 닌자·지라이야(일본어: 自来也、児雷也)와 "토비카토(거침없는 카토)"의 별명을 가진 센고쿠 시대의 닌자·가토 단조(일본어: 加藤段蔵)이다.
- 스즈란 (일본어: 傾城)

요시와라를 대표하는 전설의 유녀이다. '일국경성편'에서 요시와라를 두 번이나 구한(야왕 호우센과의 소동, 마약유통사건) 긴토키를 역지명하며 처음 등장한다.
다 죽어가는 노파이지만 본인의 말에 의하면 에너지가 차고넘치는 현역이다. 손님들과 약속을 할 때마다 그 증표로 머리카락을 새끼손가락에 묶는 기이한 행동을 하는데, 히노와의 언급에 의하면 손님의 돈을 더 뜯어내기 위한 일종의 꼼수라고 한다. 하지만 그건 어디까지나 소문일 뿐, 그녀에게는 오래 전부터 정말로 기다려온 남자가 있기 때문이다.
오래 전, 그녀에게는 사랑을 맹세한 남자가 있었다. 처음에는 선대 쇼군 도쿠가와 사다사다인 것으로 보였지만, 사실 사다사다는 그녀를 미끼와 욕적으로만 여기는 인간 말종이었고 결국 날마다 눈물을 흘리는 신세가 되고 만다. 이때 자신에게 손수건을 건네는 사다사다의 부하 마이조에게 첫눈에 반한다. 이후 그에게서 다음 보름달이 뜨는 날 데리러 오겠다는 약속을 받아내며 그 증거로 새끼손가락에 머리카락을 묶었지만 수십년이 지나도록 남자는 행방이 묘연해진다. 몸도 못 가눌만큼 노파가 되어서도 유녀일을 계속하는 것도 실은 언젠가 자신을 찾아와줄 첫사랑을 만나기 위해서였던 것이다.
모든 소동이 끝난 보름달 아래에 작은 공터에서 양쪽 팔이 잘려나간채 마찬가지로 머리가 새하얀 노파가 된 마이조와 마주한 그녀는 젊은시절로 돌아가 영원한 사랑을 맹세하며 세상을 떠났다.

## 케츠노 일가, 음양사 관련인물
- 케츠노 세이메이

성우(일본): 미도리카와 히카루
케츠노 가문의 당주로, 케츠노가문 역대 최고의 천재 음양사이다. 시리노가문의 도만과 어릴 적에는 친구였으나 어른들의 반대로 헤어진다. 당주가 된 이후 평화협정을 제안하나 그 협정을 이유로 시집간 크리스텔이 우울해하자 잘못을 깨닫고 협정을 파기하고 크리스텔을 데리고 온다. 그 이후로는 금지된 주술을 사용하고 강해진 도만에게 날씨 전쟁에서 패해오고 있었으나 식신 주법 태그매치에서 해결사의 도움으로 화해한다. 동생인 케츠노 크리스텔을 매우 아껴 시스콤이라는 말을 많이 듣는다.
- 게도마루

케츠노 크리스텔의 식신으로, 200년전 미쳐날뛰다가 케츠노 가문에 잡혀 식신이 된다. 먹을 것을 아주 좋아해 카구라와 다툰다. 가짜연극을 펼쳐 적들을 혼란시킨 뒤 해치우는 등 음흉한 모습도 보인다. 긴토키를 주인으로 인정해 함께 싸운다. 긴토키의 불X를 파괴시킨다.
- 시리노 도만

시리노 가문의 당주이다. 케츠노 세이메이와는 어릴 적에는 친구관계였으나 집안 어른의 반대로 헤어져 늘 경쟁하는 사이가 된다. 세이메이가 아내인 크리스텔을 데리고 도망간 이후 열등감이 극에 달해 금지된 주술을 익혀 후에 본텐마루가 부활하는 계기를 제공한 원인이 된다. 어렸을 때부터 천재인 세이메이와 비교되며 열등감과 콤플렉스를 갖고 있었으며 케츠노를 좋아했다. 치질이 있다.

## 카부키쵸
- 사이고 토쿠모리(일본어: 西郷徳盛)

모델: 사이고 다카모리(일본어: 西鄕隆盛)
게이바를 운영하는 여장 남자이지만 소싯적엔 '흰 훈도시 사이고'라고 불리며 양이의 선봉에 있던 사람이다.
남성 양이지사를 모집하고 여장시키며 게이바를 운영하고 있는 괴상한 취미의 아저씨이다. 누가 보면 그냥 변태 아저씨로 밖에 보이질 않지만 사실 그는 양이전쟁때 하얀 훈도시를 입고 맹활약을 펼친 적이 있었다. 현재는 카부키쵸 사천왕중 한 명으로, 귀신 마드모아젤이란 별명으로 불리고 있다. 게이바를 운영하면서 지로쵸일가가 요구하는 자릿세를 계속 안 내고 있는지라 지로쵸 일가와 사이가 좋지는 않다.
- 카다 (일본어: 華陀)

카부키쵸(かぶき町) 4천왕의 한 명으로, 그녀의 정체는 우주해적 하루사메의 제4단장이다. 신라족이다.
- 도로미즈 지로쵸

오토세의 남편 테라다 다츠코로의 절친한 친구이다. 둘 다 오토세를 좋아했지만 일개 야쿠자인 자신보다는 경찰인 다츠코로가 더 낫다는 생각에 깔끔히 포기한다. 이후 자신도 자신에게 어울리는 여자를 만나 아이도 낳지만 아내와는 사별했고 하나 남은 딸아이와의 관계마저도 거의 절연 직전의 콩가루 집안이나 다름없었다. 어느 날 남편의 무덤에 성묘하러 온 오토세에게 카부기쵸를 떠나라고 제안했지만 그녀가 거부하자 칼로 찔러버린다. 이후 엄청난 분노를 드러낸 긴토키와 맞서게 되지만, 긴토키 같은 상대라면 수도 없이 상대해온 양이지사 출신이었기에 단번에 그를 제압해버린다.
이후 카다의 아지트에서 긴토키와 다시 재회하고 이 일의 주모자인 카다의 신라 용병들을 합심하여 쓸어버린다. 마지막 남은 용병들까지도 해치워버린 다음, 바닥에 드러누워 오토세를 정말로 죽일 생각은 아니었다고 고백한다. 이후 장기간의 전투로 입은 상처회복을 위해 병원에 입원했고, 오토세와 가츠오 등의 사람들과 화해를 한다. 이후 긴토키가 얘기해준 어느 꽃밭에서 야쿠자도 흙탕쥐파의 보스도 아닌 피라코의 아버지 도로미즈 지로쵸가 되어 딸아이를 만나 여행을 떠났다가 최종장에서 재등장한다. 최종장에선 '사천왕편'에서 보여준 상남자 이미지는 온데간데 없이 딸아이의 온갖 재롱에 휘둘리는 딸바보 아빠로 변해있었다.
- 친 피라코 (일본어: 椿 平子)

지로쵸의 딸로, 원래대로라면 '도로미즈 피라코'라는 이름이 맞는 이름이지만 지로쵸의 친딸이라는 걸 의미하기 위해 친 피라코라는 이름을 쓰는 듯하다.
'사천왕편' 초반, 길을 걸어가는 긴토키에게 묻지마 칼질을 하며 처음 등장한다. 이때 자신의 일격을 순식간에 방어해내는 그의 실력을 높이 사서 형님으로 모시겠다며 해결사 사무소 직원으로 고용해달라고 떼를 쓴다. 하지만 어린 나이라고는 믿기지 않을 정도로 행패가 일상이 되어버린 야쿠자의 면모때문에 긴토키와 신파치는 말할 것도 없고 세 사람중 가장 엉뚱발랄한 카구라조차도 두손두발 다 들어버린다. 한 번은 카부기쵸의 악명높은 흙탕쥐파 패거리들에게 사로잡혀 시멘트가 든 쓰레기통 안에 담기는데 어찌된 영문인지 칼로 순식간에 시멘트를 베어버리고 혼자만 빠져나온다.
사실 그녀가 긴토키에게 접근한 까닭은 지로쵸의 일에 방해되는 그를 제거하기 위함이었던 것이다.
이후 오토세의 건물을 부수기 위해 모든 세력들을 이끌고 나타나지만, 그간 요로즈야로부터 은혜를 입어온 카부기쵸 주민들(하세가와, 테츠코, 타츠미)과 시무라 타에가 이끌고 호프집 접대부들의 합동공격으로 금세 밀리고 만다. 그리하여 사이고가 카구라를 상대하는 사이, 자신은 신파치를 상대하지만 완패한다. 자신이 평범한 안경잡이 소년에게 졌다는 사실을 부정하며 때맞춰 나타나준 카다의 용병부하들에게 SOS를 청하지만 오히려 그들은 피라코를 죽이려 들었다. 하지만 가츠오 덕분에 극적으로 살아난다.
모든 사태가 종료된 후 긴토키에게 패배를 인정하며 진심어린 사과를 했고 그에게서 뜻하지 않은 훌륭한 멘토를 소개받는다. 멘토님이 대단히 마음에 들었던 그녀는 모든 야쿠자 신분을 내려놓고 멘토님과 함께 여행길에 오른다. 이후 만화에서 사라졌다가 최종장에서 재등장한다.
- 테라다 타츠고로

오토세의 남편이자 지로쵸의 친구로, 경찰로서 카부키쵸를 순찰하는 임무를 맡았다. 전쟁 도중 지로쵸를 구하고 죽는다. 경찰일을 하면서 항상 들고 다니는 특이한 모양을 한 칼이 있었는데, 이 칼은 긴토키가 '사천왕'편에서 카부기쵸 세력들과 맞설 때, 지로쵸와 정면 대결을 할 때 사용한다.

## 스켓 댄스 등장인물
227화 콜라보레이션 편에 스켓 댄스 인물들이 등장한다.
- 후지사키 유스케(봇슨)

성우(일본): 요시노 히로유키
- 오니즈카 히메(히메코)

성우(일본): 시라이시 료코
- 우스이 카즈요시(스위치)

성우(일본): 스기타 토모카즈

## 그 외
- 스탠드 아케치 미츠히데
- 스탠드 도요토미 히데요시
- 스탠드 오다 노부나가
- 스탠드 TAGOSAKU
- 스탠드 레이

이와 때문에 위기에 처한 긴토키를 도와준다.
- 이와

유령(스탠드) 온천의 주인으로, 일손 부족 때문에 오토세의 도움을 받아 해결사 일행을 끌어들인다.
- 아마치

주간 소년 점프에 연재되는 긴타맨(긴타마=은혼)의 작가(=소라치 히데아키)이다.
- 코니시

긴타맨 초대 편집자로, 긴타맨을 맡은 지 5주도 안되어 해고당할 뻔하지만 긴토키와 신파치의 도움으로 올해의 유행어 상을 수상한다. 135화에서는 원파크(원피스)의 편집자로 일하는 것으로 알려졌다.
모델은 은혼 초대 편집자 오오니시 코헤이(일본어: 大西恒平)이다.
- 다이토

긴타맨 2대 편집자로, 긴타맨을 담당하기 전에는 파이실드(아이실드)를 맡았다. 어느새 김빠진 콜라가 되어버린 긴타맨을 떠맡아 해고 직전까지 가지만 긴토키와 코니시 등의 도움으로 어떻게든 해고 위기를 넘긴다.
- 요시다 쇼요

모델: 요시다 쇼인(일본어: 吉田松陰)
수 많은 양이지사를 배출한 교육자이자 긴토키, 카츠라, 신스케의 스승이다.
은혼 캐릭터북에 의하면 "막말 쇼카손주쿠(일본어: 松下村塾)에서 학문을 가르쳤고 제자들은 모두 역사상 이름을 남겼다."라고 되어 있는 인물이다. 얼굴이나 하는 행동을 보면 무척이나 온화한 사람 같지만 전투력은 지금의 세 사람과는 비교도 안 될 만큼 강하다. 과거 어린 아이들에게 검술과 학문을 가르쳤다는 이유로 체포당했고, 양이전쟁 때 카츠라와 신스케와 함께 인질로 잡힌다. 이후 카츠라와 신스케를 살리려는 긴토키에 의해 참수당한다. (이때 긴토키는 두 사람을 살리는 조건으로 소요를 죽이라는 협박을 받은 상황이다.) 죽기 직전 긴토키에게 모두를 지켜달라는 말을 남기고 죽는다. 그의 죽음으로 긴토키는 평생의 트라우마를 떠안게 됐고 신스케는 완전히 미쳐버려 과격파 테러리스트가 되어버린다.
하지만 '안녕 진선조편'에서 나락의 초대수장 우츠로라는 이름으로 옛 제자 앞에 나타난다.
- 하세가와 타이조(일본어: 長谷川泰三)

성우: 타치키 후미히코
성우(한국): 손종환
모델은 애니메이션 신세기 에반게리온(일본어: 新世紀エヴァンゲリオン)의 이카리 겐도(일본어: 碇ゲンドウ)에서 따온 듯하다.
본래 하타 황태자 밑에서 일하는 인간으로부터 천인을 보호하는 천인입국관리국장이었지만 어느 순간 화를 참지 못하고 하타에게 주먹을 날린 이후로 짤리게 된다. 이후에는 아내가 별거 선언을 해버렸고 집까지 팔려가 오갈 곳 없는 노숙자 신세로 전락한다. 이 일로 카구라한테 마루데 다메나 옷상(まるで だめな おっさん)이라는 별명을 얻게 된다. 줄여서 마다오(MADAO)이다. 직역하면 완전히 틀려먹은 아저씨(만화책에선 완전 폐품 아저씨. 줄여서 완폐아, 더빙판에선 진짜 상종못할 아저씨. 줄여서 진상아)이다. 지속된 경마의 불운으로 선글라스와 유서를 두고 사라졌으나 '개그만화에 사람이 왜 죽냐?'라며 제작진에 불만을 가지며 다시 나타난 것을 보면 자의가 아닌 듯하다.
하지만 훗날 '아르타나 해방군'이라고 칭하는 천인 세력들이 천도중을 몰아내겠다는 뜻으로 에도에 내려와 갖은 약탈과 파괴행위를 일삼자 그간 쌓아온 찌질한 백수이미지를 벗어던지고 천인으로부터 인간을 보호하는 개념인으로 거듭난 천인입국관리국장으로 돌변해 카부기쵸 사람들을 끌어모아 반격을 가하는가 하면 사무라이의 나라를 되찾자며 요로즈야 사무소에 의뢰를 하는등 예전과는 사뭇 다른 모습을 보여준다.
- 하세가와 하츠(일본어: 長谷川ハツ)

하세가와 타이조(완폐아)의 부인이다.
- 니시키 이쿠마츠(일본어: 錦幾松)

라면집 북두심헌(일본어: 北斗心軒)을 운영하고 있으며 카츠라를 숨겨준다.
모델은 가쓰라 고고로의 연인 이쿠마쓰(일본어: 幾松)이다.
- 히라가 겐가이(일본어: 平賀源外)

모델: 히라가 겐나이(일본어: 平賀源内)
한때 귀병대의 일원이었던 사부로의 아버지로, 기계를 잘 다룬다. 하야시 류잔과 아는 사이인 듯하다. 현재는 긴토키의 스쿠터를 수리하거나 개조하는 등 긴토키 일행을 많이 도와준다. 장군이 참석한 축제 때 로봇을 이용란 반란을 일으켜 지명수배범이 되었다.
- 하타 황태자(일본어: ハタ皇子)

모델은 소설가이자 동물 애호가로 유명한 하타 마사노리이다.
동물을 좋아하는 우주 황태자로, 동물에 대한 지식이 매우 빠삭하다. 황태자 특유의 안하무인 성격을 가졌고 인간들을 무척이나 천대한다. 하지만 요로즈야 긴짱과 얽힌 후에는 사뭇 다른 모습을 보여주고 '에일리언'편에선 이례적으로 인간의 편을 들어주기까지 한다. 원작에선 등장횟수가 손에 꼽히는 반면, 애니에서는 오리지널이나 총집편에 가끔 나와서 깨알개그를 선보이기도 한다. 최종장에선 자신에게 주먹을 날린 하세가와랑 한편을 먹고 천인으로부터 지구를 보호하기 위해 힘쓰기 시작한다.
- 도신(道信)

키도마루(일본어: 鬼道丸)라는 이름을 가지고 있다.
- 오니지시(일본어: 鬼獅子)

- 에르메스(일본어: エロメス)

- 하시다 카헤(일본어: 橋田賀兵衛)

히시다 집안의 가장으로, 대를 이을 아들이 시녀와 눈이 맞았다는 사실에 엄청난 분노감을 느끼며 아이의 존재를 인정하지 않았다. 하지만 대를 이을 사람이 없어지자 인정하지 않던 아이를 손자라고 칭하며 강제로 데려가려고 했지만 막판에는 모든 잘못을 깨우친 후 삐뚤어진 집착성을 버린다.
- 하시다 칸타로(일본어: 橋田勘太郎)

히시다 집안의 외아들로, 몸이 약해 지독한 병을 앓고 있다. 장난기가 매우 많아서 하인들에게 온갖 장난을 친다. 어느날 새로 들어온 시녀와 눈이 맞아 몰래 집을 빠져나와 동거를 하는 사이 아이까지 생기지만 경호원들을 대동하고 나타난 아버지에게 붙잡힌다. 그후 지병이 심해져 세상을 떠난다.
- 하시다 칸시치로(일본어: 橋田勘七郎)

하시다 칸타로의 아들이자 하시다 카헤의 손자이다. 긴토키와 너무 닮은 탓에 긴토키의 아들이라고 오해받은 적이 있다.
- 오후사(일본어: お房)

- 타카야

- 무사시(일본어: 武蔵)

성우: 사카구치 코이치
성우(한국): 이호산
안경을 벗었을 때의 얼굴만 쓸데없이 멋진 용모를 가진 노숙자이다. 현재 직업이 없지만 그에게는 안경과 술이 있다. 자신이 소유한 리어카를 「마이 (스위트) 홈」이라고 부른다. 긴토키처럼 은발(또는 백발)이어서 오키타에게 긴토키의 대용이 될 뻔했던 적이 있었다. 애니메이션에서는 야마자키의 배드민턴 상대가 되거나 TV챔피언의 해설을 담당하고 하세가와와 함께 성공담 「MADAO」(예고편 같은 것)에 출연하는 등 원작에 비해 등장 횟수가 많다.
소설판 「3학년 Z반 긴파치 선생」 2권에서는 오키타가 가져온 선거차(리어카)에 살고 있는 거주자로서 등장한다.
실존 모델은 미야모토 무사시(일본어: 宮本武蔵)이다. 그러나 공식 캐릭터 북에는 「무사시 같은 사람」, 인기 투표에서는 「무사시」라고 표기되어 있어 「무사시」가 본명인지는 알 길이 없다.
- 살무사 반조(일본어: 蛮蔵)
- 헤도로(일본어: ヘドロ, 屁恕絽)

무서운 얼굴을 한 천인이며, 카부키쵸에서 '헤도로의 숲'이라는 꽃집을 운영한다.
- 간케이마루(일본어: 岩慶丸)

모델은 무사시보 벤케이(일본어: 武蔵坊弁慶)이다.
- 마이클(일본어: 舞蹴)

- 제니퍼(일본어: ジェニファー)

- 마릴린(일본어: 魔理鈴)

- 딜리버리 목공(운케이(일본어: ウンケイ) 카이케이(일본어: カイケイ))

- 하야시 류잔(일본어: 林流山)

후요의 아버지로, 자신의 딸인 후요를 위해 인간과 닮은 기계를 만든다. 후요와 자신을 실험에 사용해 후요는 죽고, 류잔은 자신의 인격데이터를 토-502호에 넣고 사망한다. 기계 쿠데타를 일으킨다.
이름의 모델은 하야시 라잔(일본어: 林羅山)이다.
- 하야시 후요(일본어: 林芙蓉)

류잔의 딸로, 어릴 적부터 몸이 약해 항상 누워서 생활했다. 류잔은 후요가 외로워 보여 기계 인형을 만들어준다. 맨 처음 만들어진 0호는 후요와 함께 지내면서 인격데이터가 생성되었다.
후요의 '芙蓉'은 연꽃(부용)을 뜻한다.
- 이바라키(일본어: イバラキ)

성우: 코무로 마사유키
에비나가 살고 있는 연못과 그 주변을 사들인 땅 투기꾼이다. 에비나를 쫓아내고 골프장을 세우려고 하였으나, 긴토키가 변장한 타로 갓파한테 목졸림 공격을 당했다. 그 다음날은 땅을 팔고 그 곳에서 도망간 모양이다.
모델은 주간 소년 점프 편집장인 이바라키 마사히코(일본어: 茨木政彦)에서 유래했다.
- 코히가시(일본어: 小東)

성우: 오오타 테츠하루
이바라키의 부하로, 그의 명령에 따라 불도저로 에비나가 사는 연못을 메우려고 할 때 오지마의 이변을 눈치챘지만 지로 갓파로 변장한 신파치한테 당했다. 그 사건 이후 원작에서는 몽환교의 신자로, 애니메이션에서는 이 이야기 이전에 하세가와의 전 부하로 등장한다. 애니메이션에서는 코히가시에 해당하는 캐릭터 이름을 오오니시(일본어: 大西)로 바꾸었다.
모델은 은혼 담당 기자를 맡고 있는 오오니시 코헤이(일본어: 大西恒平)에서 유래했다.
- 무라타 진테츠(일본어: 村田仁鉄)

성우(일본): 스즈키 키요노부)
- 카리야(일본어: カリヤ)

모델:이카리야 초스케(일본어: いかりや長介)
성우:스가와라 마사시
성우(한국): 이상범
애니메이션 제 1화 ~ 2화에 등장한 인물로, 드리프트별의 천인이다. 에도를 괴멸시켜 값이 떨어진 토지의 매매를 통해 큰 돈을 벌기 위해서 지하에 지진을 일으킬 수 있는 지형을 가진 가토켄의 집을 빼앗아 지진 발생 기계를 만든다. 라이트 세이버와 같은 무기를 가져 기계를 멈추려고 하는 가토켄과 대치하지만 용기를 쥐어짜낸 가토켄의 우연한 일격에 의해서 기절한다. 기계가 파괴되어 도망치려고 하지만 푸 시타모토 시시무라 등과 함께 진선조에 연행되었다.

## 같이 보기
- 은혼
- 은혼의 방영 정보 목록
- 은혼의 단행본 정보 목록